# IU (歌手)
IU（アイユー、朝: 아이유、1993年5月16日 - ）は、韓国のシンガーソングライター、女優。本名、イ・ジウン（朝: 이지은）。
EDAMエンターテインメント所属。韓国で「国民の妹」と称される。

## 人物
活動名「IU」は、「I」と「You」を掛け合わせた造語であり、『あなたと私が音楽で1つになる』という意味が込められている。公式ファンクラブ名は「UAENA（ユエナ、朝: 유애나、様式化: U愛나）」で、IUの「You」、愛を意味する「애」、私を意味する「나」を組み合わせている。慈善活動時はIUとUAENAを掛け合わせた「IUAENA（アイユエナ）」という名義を使用する場合がある。
公式応援カラーはネオンイエロー。身長162 cm、体重44 kg。血液型はO型。

## 来歴

### デビュー前
2006年、中学1年の体育の授業でおしゃべりした罰としてクラスメートの前でチュ・ヒョンミの「片思い」を歌った。歌を聴いた体育の先生は体育大会開幕舞台に出ることを薦め、実際にGUMMYの「友達になることはなかった」を歌った。これをきっかけに自分が歌手体質、舞台体質であることを知ることとなる。そして、歌手になるという決意を固め、本格的にデビューを目指すようになる。
芸能事務所のオーディションを受け始め、一年間で20回以上のオーディションに参加するが、いずれも不合格。JYPエンターテインメントの公開採用オーディションにも参加したが、一次オーディションで不合格となった。また、オーディション詐欺に遭ったこともあった。GOODエンターテインメントで、後にAFTERSCHOOLのメンバーとなるユイなどと一緒にガールズグループ「五少女」のメンバー候補生として短期間の練習生生活を送った。
2007年10月、現所属事務所で当時設立2年目だったLOENエンターテインメント（現 カカオエンターテインメント）の作詞家兼プロデューサーであるチェ・ガプウォンの目に止まり、その後オーディションに合格する。「音色が良く感覚が優れている」と評価され、チェ・ガプウォンがプロデュースしていた歌手ハ・ドンギュンやGUMMYから全面的な支持を受けた。10ヵ月間の練習生生活を経て、2008年9月に15歳という年齢で正式デビューすることとなった。ガールズグループでデビューしなかった理由として、「IUの声は弾むため、他の人との調和を成すことが難しい」という所属事務所の判断があった。

### 2008年 - 2009年

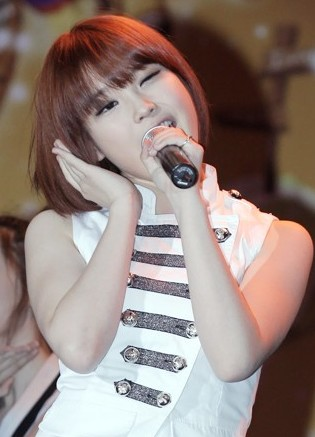
（2009年10月29日）

2008年9月18日、デビュー曲「미아（→迷子）」でMnetの音楽番組『M COUNTDOWN』のデビューステージに立った。9月23日、1stミニアルバム『Lost and Found』を発売。「悲しいバラードを歌う子供女性歌手」というコンセプトでデビューしたが、当時の女性アイドルグループ流行に隠れたために、あまり関心を受けず、本人曰く「静かな湖のような」穏やかな反応を得た。
2009年4月23日、1stフルアルバム『Growing Up』を発売。若々しさや明るいイメージを打ち出し、アイドルコンセプトに切り替えたダンス曲「Boo」や「있잖아（→あのね）(Rock ver.)」の活動を行った。当時流行していた「MR除去」でずば抜けた歌唱力がリアルタイム検索語で1位になるなど、大衆に名前を知らせ、歌唱力を認められるようになった。さらにKBS「ユ・ヒヨルのスケッチブック」などに出演し、少女時代、SUPER JUNIOR、SHINeeといったアイドルたちのヒット曲をアコースティックバージョンにアレンジしてギターで弾き語り、音楽的才能の高さで知名度を上げた。
11月12日、2ndミニアルバム『iu...im』を発売。「마쉬멜로우（→マシュマロ）」は各種音源サイトでデビューから初めて10位圏内に入る成績を収めた。

### 2010年 - 2011年
2010年4月、韓国の放送3社のラジオ番組で5本のレギュラー出演をこなし、デュエット曲やドラマのOSTといったデジタルシングルを次々と発売。6月に発売した2AMのスロンと歌った「잔소리（→小言）」は、デビュー後初めて音楽番組で1位を獲得。7月には、SBS「豪快ガールズ」のレギュラーに抜擢された。

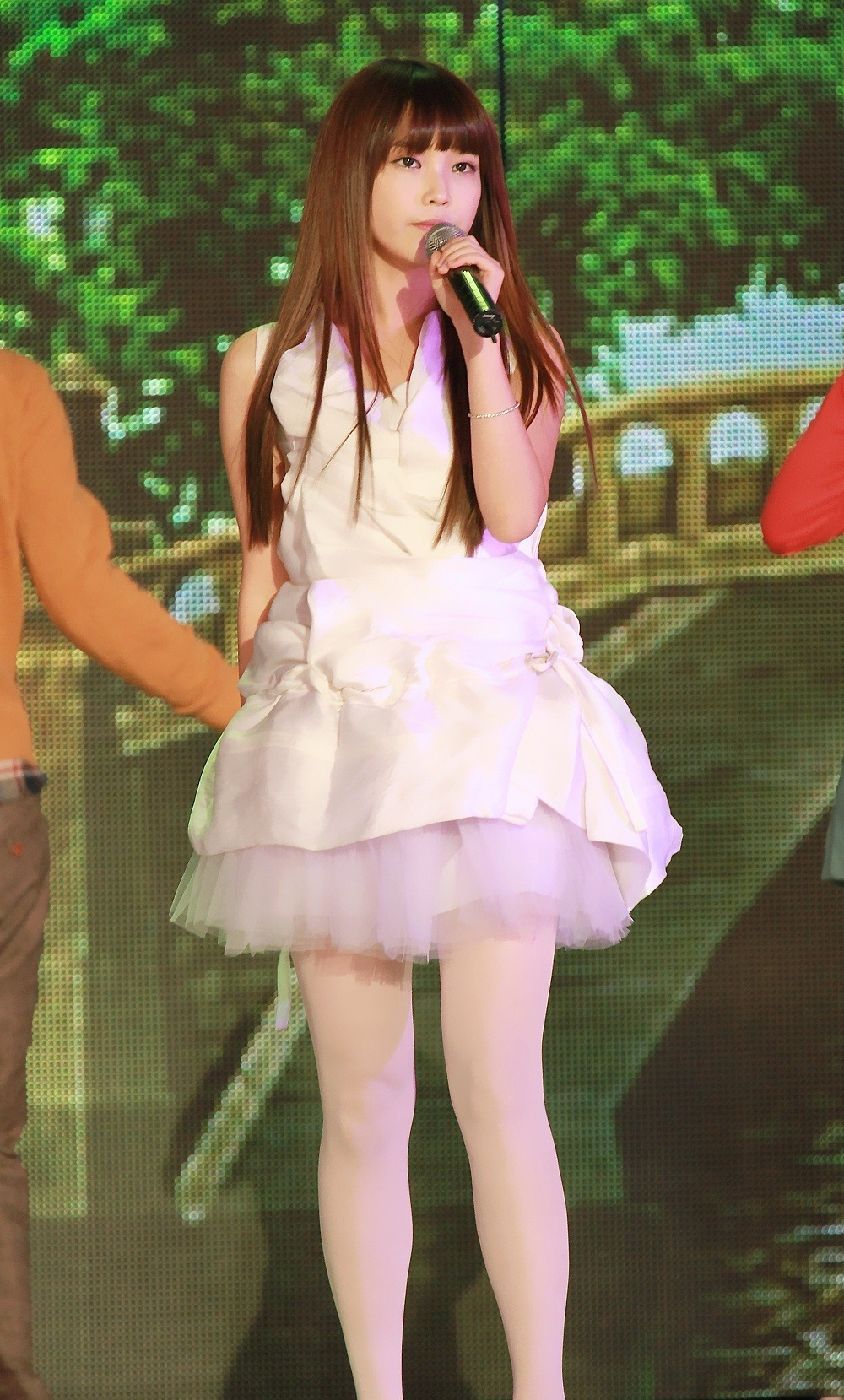
SBS歌謡大祭典にて（2010年12月）

同年12月9日、3rdミニアルバム『Real』を発売。「좋은 날（→Good Day）」は、すべての音源サイトで1位を占め、音楽番組でも1位を獲得。ミュージックバンクでは5週連続で1位を獲得。2011年韓国年間総合音楽チャートで1位になり自身の大ヒット曲となった。こうして韓国内の女性ソロ歌手としての独自の地位を確立し、「国民の妹」と称されるようになった。
2011年1月、俳優ペ・ヨンジュンと、プロデューサー兼歌手のパク・ジニョンが共同制作したドラマ『ドリームハイ』に出演し、挿入歌「Someday」を歌った。2月16日、3rdプラスミニアルバム「Real+」をリリース。3月にはSBS『人気歌謡』のMCに抜擢。5月には自身初の自作曲「내 손을 잡아（→私の手を握って）」がドラマ『最高の愛～恋はドゥグンドゥグン～』のOSTに起用された。11月29日、2ndフルアルバム『Last Fantasy』を発売。収録曲の13曲中10曲が上位10位内に入り、残り3曲もそれぞれ11位、12位、14位にランクインして音楽配信チャートを総なめにした。「너랑 나（→You & I）」はミュージックバンクで6週連続1位を獲得。
また、EMIミュージック・ジャパンと契約を結び、日本進出を発表。12月14日、日本プレデビューミニアルバム『I□U』を発売。

### 2012年

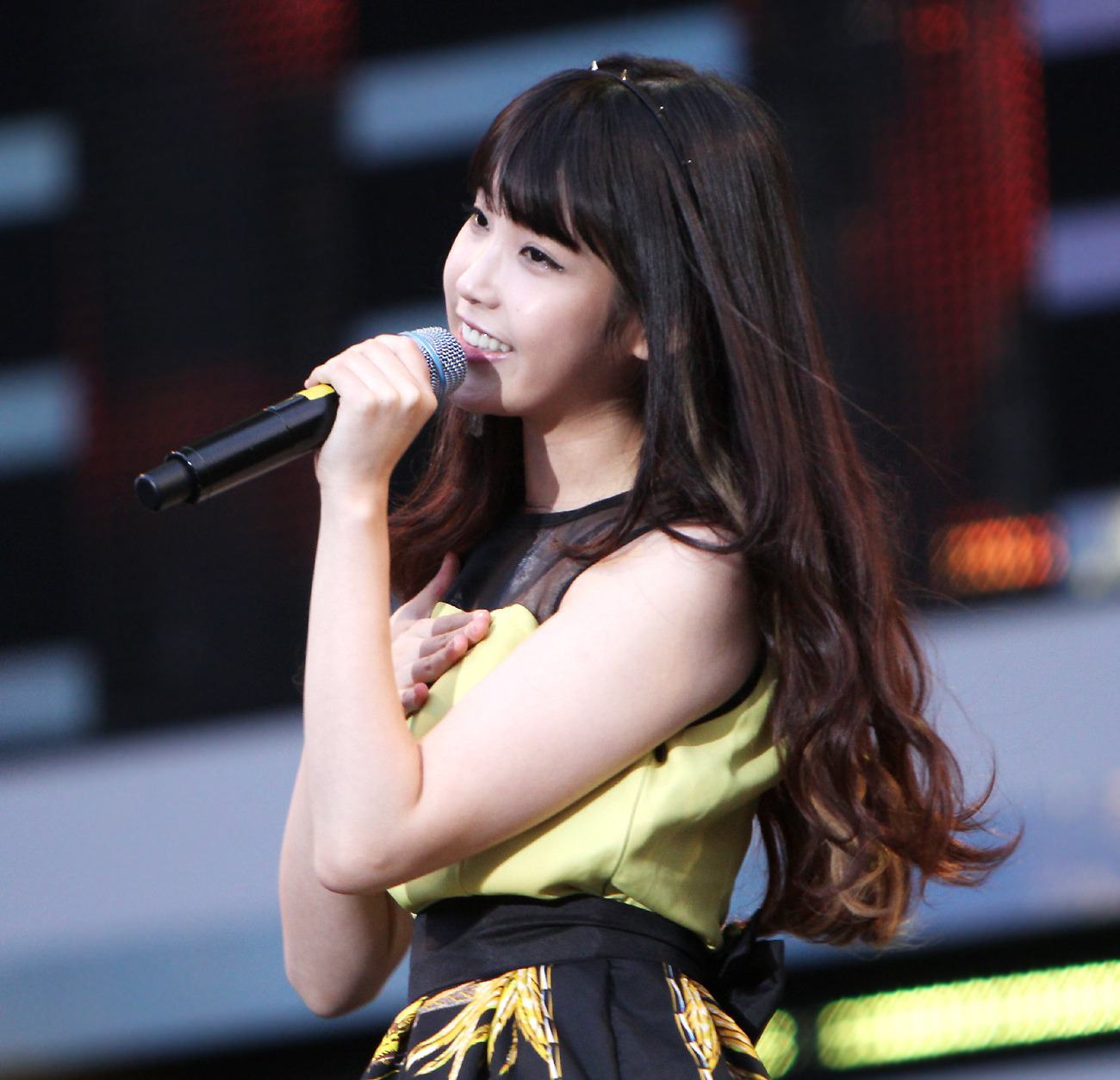
（2012年9月9日）

2012年1月24日、渋谷のオーチャードホールにて初のショーケースライブを開催。同年3月21日、日本デビューシングル「Good Day (Japanese Version)」を発売。オリコンシングルチャートで6位を獲得。同年4月から5月にかけて東京、名古屋、札幌、大阪、福岡の5都市で<IU Friendship Showcase - Spring 2012>を開催。
同年5月11日、韓国でシングル「스무살의봄（→二十歳の春）」をリリース。ツアー準備のため放送活動は行わず、イタリアのヴェネツィアとブラーノで撮影した約26分のドキュメンタリーフィルムを公開した。また、「하루 끝（→一日の終わり）」はガオンデジタルチャートで2週間、アメリカのBillboard K-pop Hot 100で4週間連続1位を記録。6月、韓国で初の単独コンサートツアー<Real Fantasy>を開催。
7月18日、日本2ndシングル「You & I (Japanese Version)」をリリース。オリコンシングルチャートで5位を獲得。活発に日本でのイベントやテレビ番組にも出演した。9月17日、東京国際フォーラムにて一夜限りのコンサート<IU Friendship Special Concert - Autumn 2012>を開催。安全地帯の「Friend」やテレビアニメ『夏目友人帳』の主題歌である高鈴の「愛してる」をカバーしたことで、ファンから「音源化してほしい」との要望があり、後日ライブ音源をデジタルシングルとして配信した。

### 2013年

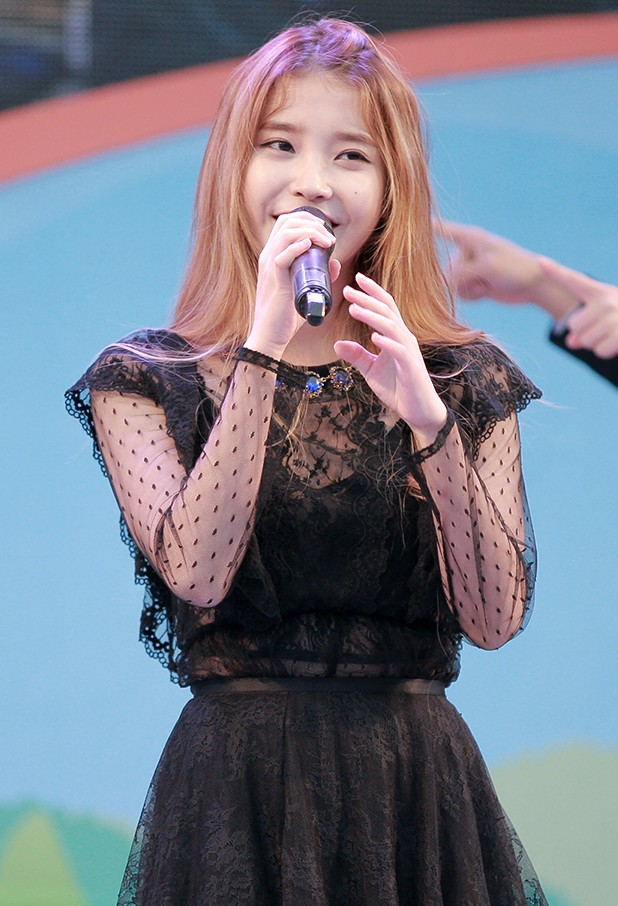
（2013年10月）

2013年2月6日、日本公式ファンクラブをオープン。同ファンクラブは2016年4月15日にリニューアルし、2018年3月23日に閉鎖した。
3月、KBS週末ドラマ『最高です!スンシンちゃん』で主演に抜擢。3月20日、日本1stミニアルバム『Can You Hear Me?』を発売。収録曲「Beautiful Dancer」と「Truth」の2曲をジミー・ジャム＆テリー・ルイスがプロデュースした。彼らは「ジャネット・ジャクソンと同じインスピレーションを感じた」として歌声に惚れ込み、楽曲提供が実現した。3月には東京、5月には大阪と名古屋で初のファンミーティングを開催。
7月28日、SBS『人気歌謡』のMCを卒業。9月11日、日本3rdシングル「Monday Afternoon」をリリース。同年に日本でシングル曲を含めたフルアルバムの発売が予定されていたが、現在も発売未定となったままである。
10月7日、3rdフルアルバム『Modern Times』を発売。「분홍신（→赤い靴）」をはじめとするアルバム全収録曲が各音源サイトで1位から13位まで埋め尽くすなど話題となった。ビルボードは本作を「クリスティーナ・アギレラのバックトゥ・ベーシック・レコードに現代風にアレンジした先祖返りのバイブ」を特徴とするアルバムであり、「典型的な20歳をはるかに超える音楽的感性」を持っていると評した。11月、KBSドラマ『キレイな男』に出演。単独コンサート<MODERN TIMES>を開催。12月20日、2曲の新曲を加えたリパッケージアルバム『Modern Times - Epilogue』を発売。

### 2014年

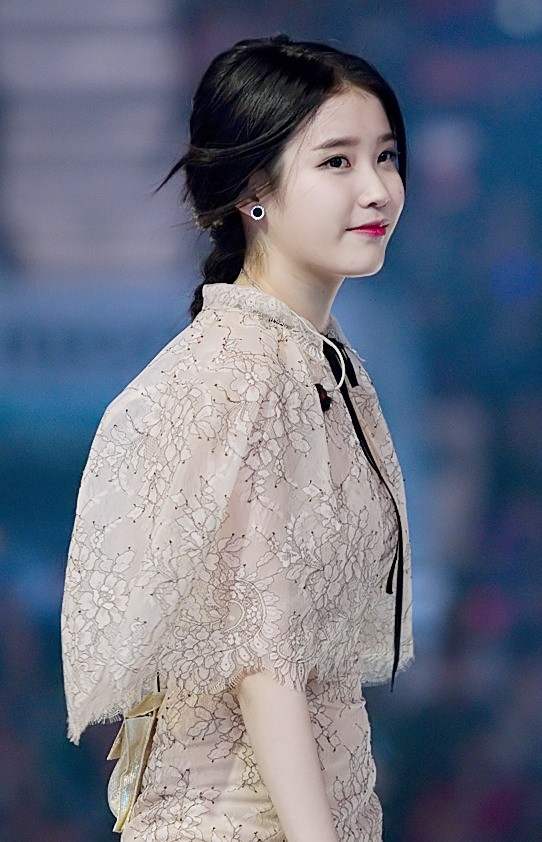
第6回MelOn Music Awardsにて（2014年11月13日）

4月8日、HIGH4のデビュー曲「봄,사랑,벚꽃말고（→春、恋、桜の花じゃなくて）」に作詞家、ボーカリストとして参加し、ガオンデジタルチャートとビルボード Korea K-POP Hot 100で1位を獲得。
5月16日、リメイクアルバム『花のしおり』を発売。1984年発売トラック「너의의미（→あなたの意味）」のリメイクでのキム・チャンワンとのコラボレーションが話題を呼んだ。
5月22日から6月1日まで小規模ソロコンサート＜たった一歩…その分だけもっと＞を開催。
6月には「キレイな男」日本初放送記念として来日イベントを開催。8月10日、ロサンゼルスで開催されたKCONに出演。
10月2日、ソ・テジの楽曲を歌った「소격동（→昭格洞）」がリリースされ、音源配信チャートを総なめにした。10月31日、ユン・ヒョンサンのデビュー曲「언제쯤이면（→いつ頃）」にボーカリストとして参加。
11月、MelOn Music Awards 2014で今年のアーティスト賞を、Mnet Asian Music Awards 2014では最優秀女性歌手賞と最高人気ボーカリスト賞を受賞した。この一年間、リメイクアルバム『花しおり』や様々なアーティストとのコラボレーションを通じて多くの楽曲が愛されたことを受けて、「今年は本当に驚くべき年だった。怖いなと思うほど感謝する一年だった」と振り返っている。
2014年、ソニーコリアのオーディオブランド専属モデルに就任し、これまでに、ヘッドホンのラインナップである『ヒア（h.ear）シリーズ』や『1000Xシリーズ』など、ソニーのオーディオ製品の広告に出演した。ソニーコリアの関係者は、「大衆性と実力を兼ね備えた韓国代表ミュージシャンであるIUと共にできてうれしく思っており、大きなシナジーを期待している」、「IUと共に様々なブランドキャンペーンを通して、消費者に最高のサウンドと感性を伝達したい」と述べている。

### 2015年 - 2016年

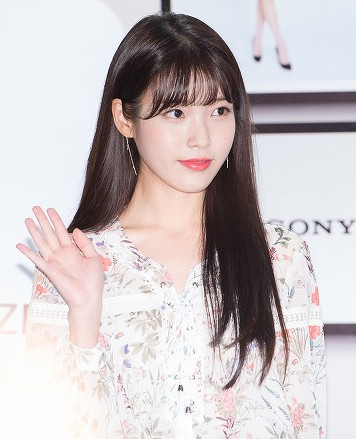
SONY SRS-ZR ファンサイン会にて（2016年7月25日）

2015年、KBSドラマ『プロデューサー』に歌手シンディを演じ、5月18日、自身が作詞した挿入歌「마음（→心）」がデジタルシングルとしてリリースされた。本作出演を通じて、中国での人気が急上昇し、中国企業からいくつかのプロジェクトのオファーを受け取ったと伝えられている。
7月、MBCバラエティ『無限に挑戦』歌謡祭に出演。番組内でパク・ミョンスとともに制作した楽曲「레옹（→レオン）」は8月22日にリリースされ、韓国すべての音源チャートで1位を獲得した。
10月23日、4thミニアルバム『CHAT-SHIRE』を発売。「스물셋（→twenty-three）」を含むアルバムの楽曲がいくつかの音源チャートでトップになった。音楽チャートでの成功の一方で、収録曲「Zeze」の歌詞とボーナストラック「Twenty-Three」で使用されたオーディオサンプルが児童虐待についての論争を引き起こした。
11月から12月まで韓国内のコンサートツアー<CHAT-SHIRE>を開催。ツアーの最中にもかかわらず海外でのプロモーション活動を増やし、香港、上海、北京、台北、東京を含む5都市でファンミーティングを開催。
2016年、SBSドラマ『麗～花萌ゆる8人の皇子たち～』にヘ・ス役（コ・ハジン役）で出演。本作は、一段と高める優れた映像美を事前制作で完成度まで最高に引き上げるという計画の上撮影を行い、2016年9月より放送開始した。
7月には大規模な中国ツアーを開催。12月3日と4日の2日間、ソウルで単独コンサート<24STEPS : One,Two,Three,Four>を開催。その後、香港と台北でも開催された。

### 2017年

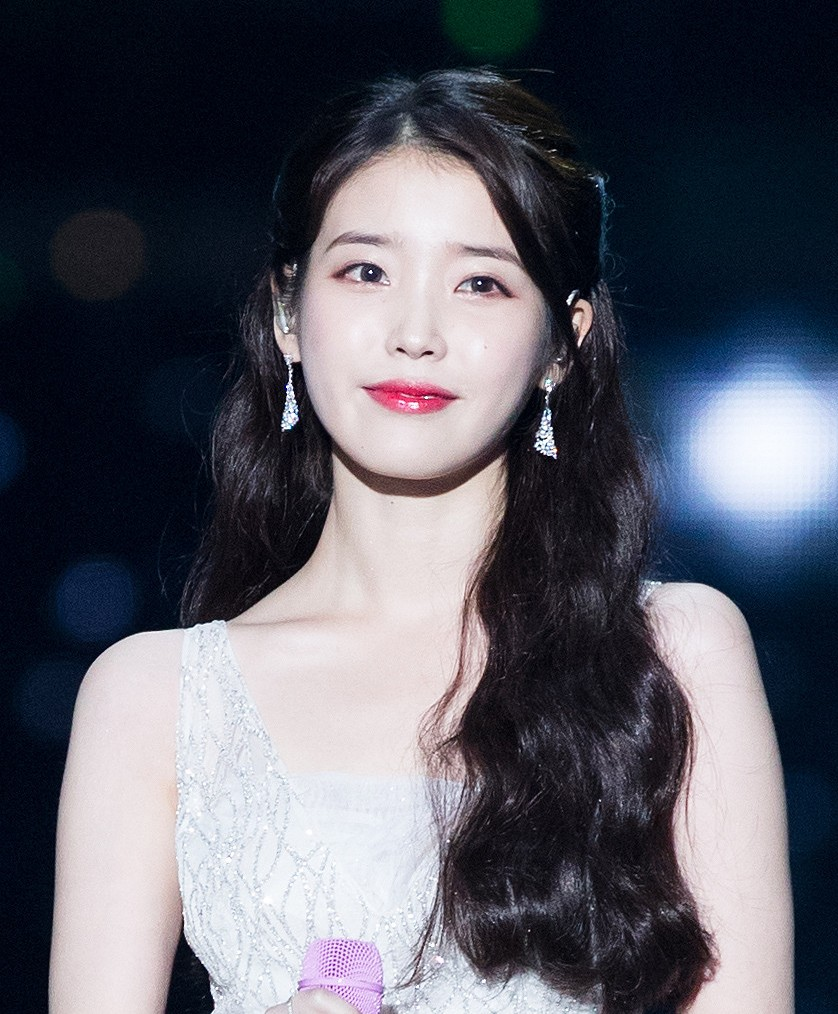
第9回MelOn Music Awardsにて（2017年12月）

4月21日、4枚目のフルアルバム『Palette』を発売し、アルバム内の楽曲を作詞およびプロデューサーを務めた。先行配信された「밤편지 (夜の手紙)」は2017年のヒット曲になり、第32回ゴールデンディスクアワードで「デジタル音源部門大賞」を受賞した。同アルバムは高く評価され、第15回 韓国大衆音楽賞で最優秀ポップアルバム賞、MelOn Music Awards 2017で今年のアルバム賞、第27回ソウルミュージックアワードでベストアルバム賞を受賞した。さらに自身がMnet Asian Music Awards 2017で最優秀女性歌手賞、MelOn Music Awards 2017ベストソングライター賞、第7回ガオンチャートミュージックアワードで今年の作詞家賞と今年のアルバム制作賞を受賞した。ビルボード誌は「2017年のベストK-POPソング」に、ニューヨーク・タイムズ誌は「音楽がどこへ行くのかを教えてくれる25曲」にタイトル曲「팔레트 (Palette)」を掲載した。
6月にはJTBC『ヒョリの民宿』で民宿スタッフとして出演。
9月22日、2ndリメイクアルバム『花のしおり2』を発売。
11月から12月にかけて韓国の4都市と香港でコンサートツアー＜Palette＞を開催。「今回のツアーはスタッフたちと本当にたくさんの意見を交わし、今までの公演の中でも一番楽しく準備した」と話し、「いろいろな面で満足な公演」だったと評価した。

### 2018年

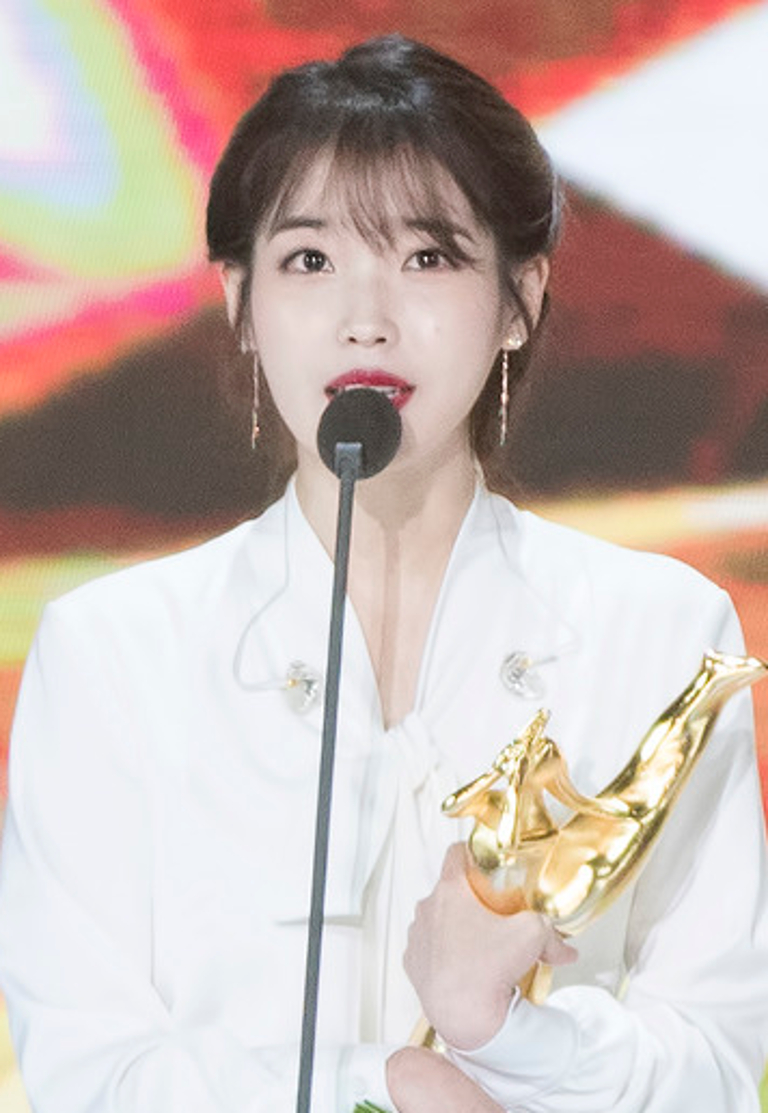
第32回ゴールデンディスク賞にて（2018年）

デビュー10周年を迎えた。9月15日に開催したデビュー10周年記念ファンミーティング<IU+>では、「10年という歳月が最初はあまりにも程遠く感じられたけど、今は特別なものでないのかもしれないと思う。二倍三倍もっと頑張っていけそうだ」と10周年を迎えた自身の気持ちを述べた。また、ファンに対して「私をいつも寂しくなく、誇り高く応援してくれる『UAENA』のみんなにとても感謝している。これからもっと多くの時間を共にしながら、いい思い出を作って幸せになってほしい」と心からの感謝を伝えた。
3月、tvNドラマ『マイ・ディア・ミスター～私のおじさん～』では主演のイ・ジアンを演じた。本作での演技力は国内外を問わず、多方面から高く評価された。
10月10日、デビュー10周年記念デジタルシングル「BBIBBI」をリリース。10月末から、韓国内およびアジア7つの都市で、大規模な10周年記念コンサートツアー<이 지금 Dlwlrma>を開催。
12月16日、Paletteのミュージックビデオでデビュー後初の再生回数1億回を突破。

### 2019年

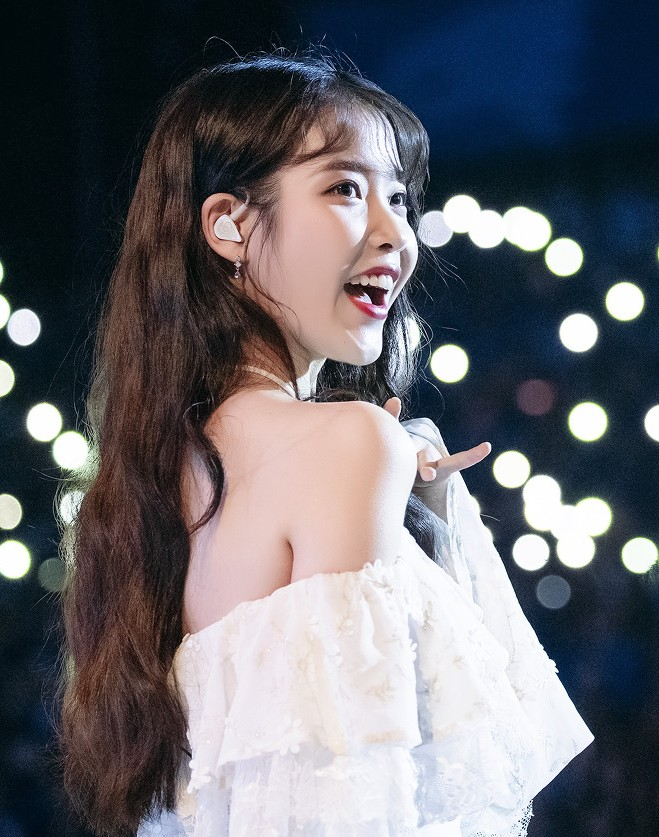
延世大学校学園祭AKARAKAにて（2019年5月17日）

1月5日、<이 지금 Dlwlrma>の最終公演を済州島で開催。「10年間、私がIUという名前の意味通りに生きていると思う。あなたと私が一つになるという感覚を感じさせてくださったすべての人に感謝したい」と話した。
4月にはNetflixオリジナル作品『ペルソナ』を公開。本作は、イ・ギョンミ、イム・ピルソン、チョン・ゴウン、キム・ジョングァンら4人の監督がそれぞれの視線でIUを描いた4本の短編映画で構成されている。
2018年ドラマ『私のおじさん』で見せた演技で圧倒的な好評を得て、2019年 百想芸術大賞の女子最優秀演技賞候補に上がり、2019年7月にはtvNドラマ『ホテルデルーナ～月明かりの恋人～』で気難しくて意地悪なホテル社長役のチャン·マンウォルというキャラクターを引き受け、以前とはまた別のキャラクターを見せる熱演を繰り広げた。 第1話から最終話まで一貫して演技力で好評を得ただけでなく、tvNドラマの中で指折り数えられるほどの高い視聴率と爆発的な話題性、OSTのチャートの並びを達成し、大衆的に完璧に近い成績を受けた作品となった。

『ホテルデルーナ』を通じて最高の話題性を引き出し、2019年tvN視聴率1位のドラマという栄誉も得た。 これを証明するように2019年韓国ギャラップ主管式アンケート調査で今年を輝かせた歌手4位、今年を輝かせたアイドル2位はもちろん、デビュー以来初めて今年を輝かせたタレント7位に名前を載せ、韓国ギャラップアンケート調査が始まった2007年以来、今年を輝かせた歌手と俳優に同時に名前を載せた最初の芸能人であり、3分野で同時に名前を載せた最初の芸能人になった。

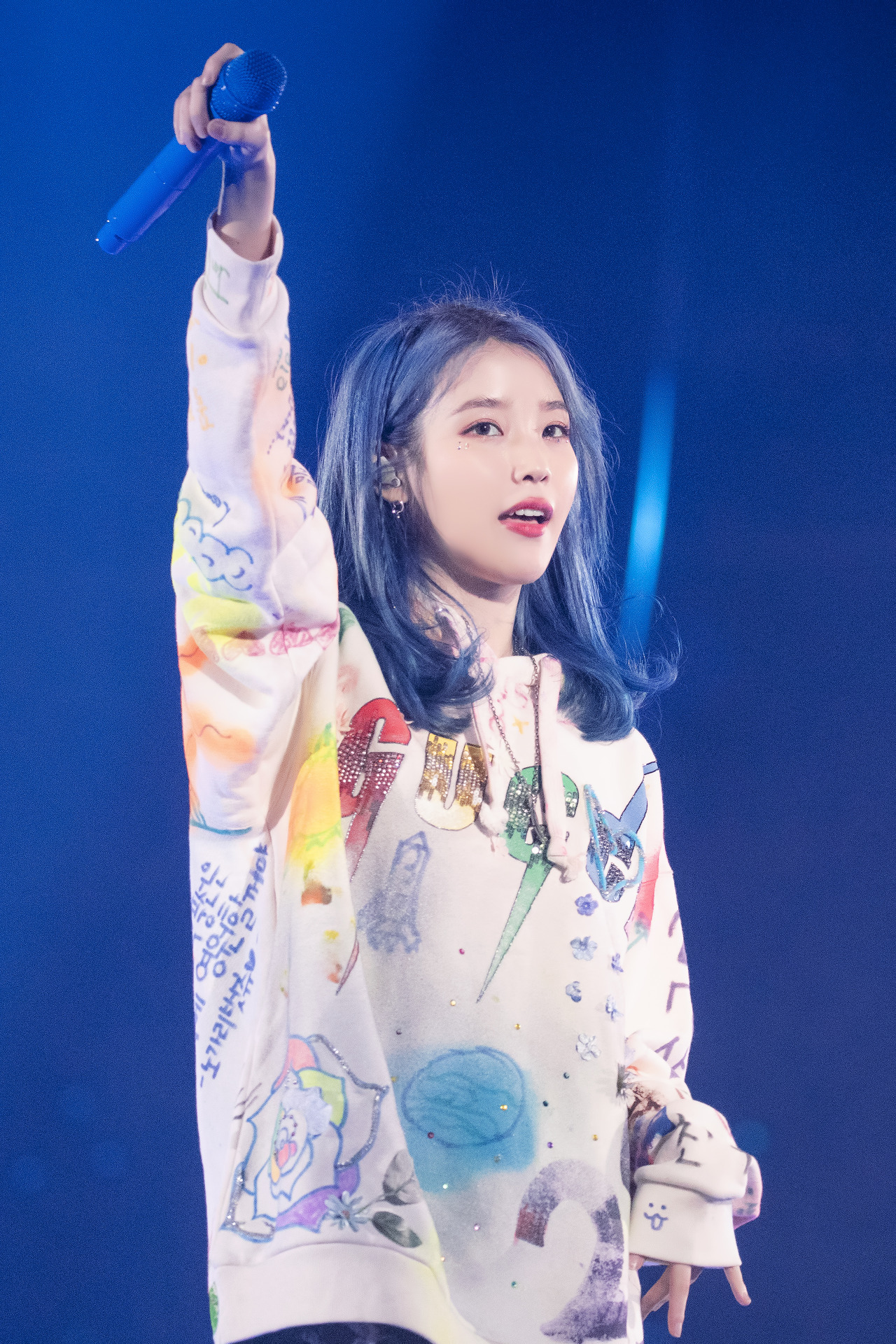
コンサートツアー<Love,poem>ソウル公演にて（2019年11月23日）

11月18日、5thミニアルバム『Love poem』を公開。11月2日から12月まで韓国内および台北、シンガポール、マニラ、クアラルンプール、バンコク、ジャカルタといったアジア6都市でコンサートツアー<Love, poem>を開催。韓国国内外を合わせて約9万人の観客を動員した。韓国はもちろん海外でも全席完売となり、グローバルアーティストとして認められた。またソウル公演では韓国の女性ソロアーティストとして初めての360度公演を披露した。

### 2020年
1月6日、2008年のデビュー時から共にしてきたマネージャーのペ・ジョンハンが新たに設立したEDAMエンターテインメントと専属契約を締結した。さらにこれまでKakaoMで共に働いてきた他のスタッフたちもEDAMエンターテインメントに移籍し、新しい出発を迎えた。
2月にはイタリアの高級ファッションブランド「GUCCI」の韓国アンバサダーに就任。2月15日、ドラマ『愛の不時着』のOSTに参加し、「마음을 드려요（→心を差し上げます）」をリリース。
3月4日、2年ぶりにハイト眞露「チャミスル」の広告モデルに再起用され、幅広い層から愛され、知名度と代表性を兼ね備えている清らかなイメージが評価された。
TvNドラマ「ホテルデルーナ」の演技で2019年に続き、2年連続百想芸術大賞TV部門女子最優秀演技賞候補に上がった。 20代女優としては初めて2年連続百想芸術大賞の女子最優秀演技賞候補に上がる快挙を成し遂げた。
5月6日、デジタルシングル「에잇（→eight）」をリリース。BTSのSUGAとのコラボレーションということでリリース前から世界中のファンから注目が集まった。韓国内の主要音源チャート1位を総なめし、iTunesのワールドワイドソングチャートのトップにランクし、アメリカをはじめとする世界59地域でトップソングチャート1位を記録した。日本においてもTwitterのトレンドに「IUちゃん」他関連ワードが多数入り、iTunesトップソングチャートで最高位となる2位を、5月7日付のオリコンデイリーデジタルシングルランキングで4位を記録するなど、世界中のファンから好評が寄せられた。
9月18日、デビュー12周年を記念し、KBS「ユ・ヒヨルのスケッチブック」で特集「IU、Good Day」を放送。
11月6日、楽曲「에잇（→eight）」のミュージックビデオの再生回数が公開から6ヵ月で1億回を突破し、自身の最短記録を更新した。

### 2021年

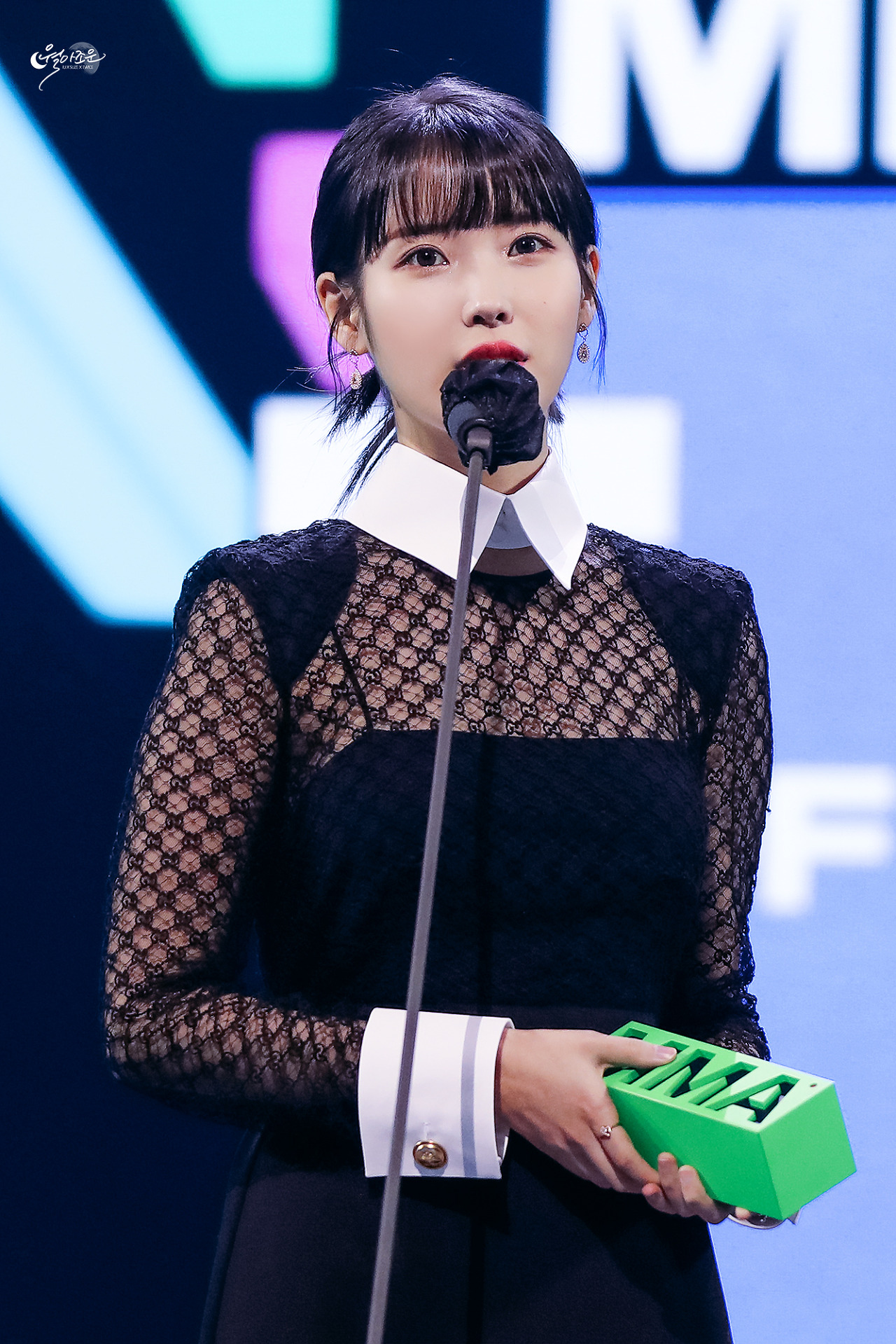
Melon Music Awards 2021にて（2021年12月4日）

1月9日、第35回ゴールデンディスク賞のデジタル音源部門で大賞を受賞。
1月27日、5thフルアルバムの発売を控えて収録曲「Celebrity」を先行配信。韓国主要各音楽チャートで1位を獲得することはもちろん、iTunesソングチャートでも6ヶ国で1位を獲得するなど人気を証明した。
3月25日、5thフルアルバム『LILAC』を発売。KBS2『ミュージックバンク』とSBS『人気歌謡』には4年ぶり、MBC『ショー! 音楽の中心」には8年ぶりに出演し、音楽番組を通じて活動を行った。
10月19日、デジタルシングル「strawberry moon」をリリース。
12月4日、MelOn Music Awards 2021で大賞である今年のアーティスト賞と今年のアルバム賞を受賞。合わせてTOP10、ベスト女性ソロアーティスト賞、ソングライター賞の5冠を達成した。
12月29日、「조각집 (Pieces)」をリリース。これまで正式に発売されなかった未発売の自作曲5曲を収録した20代最後の作品となった。

### 単独コンサート

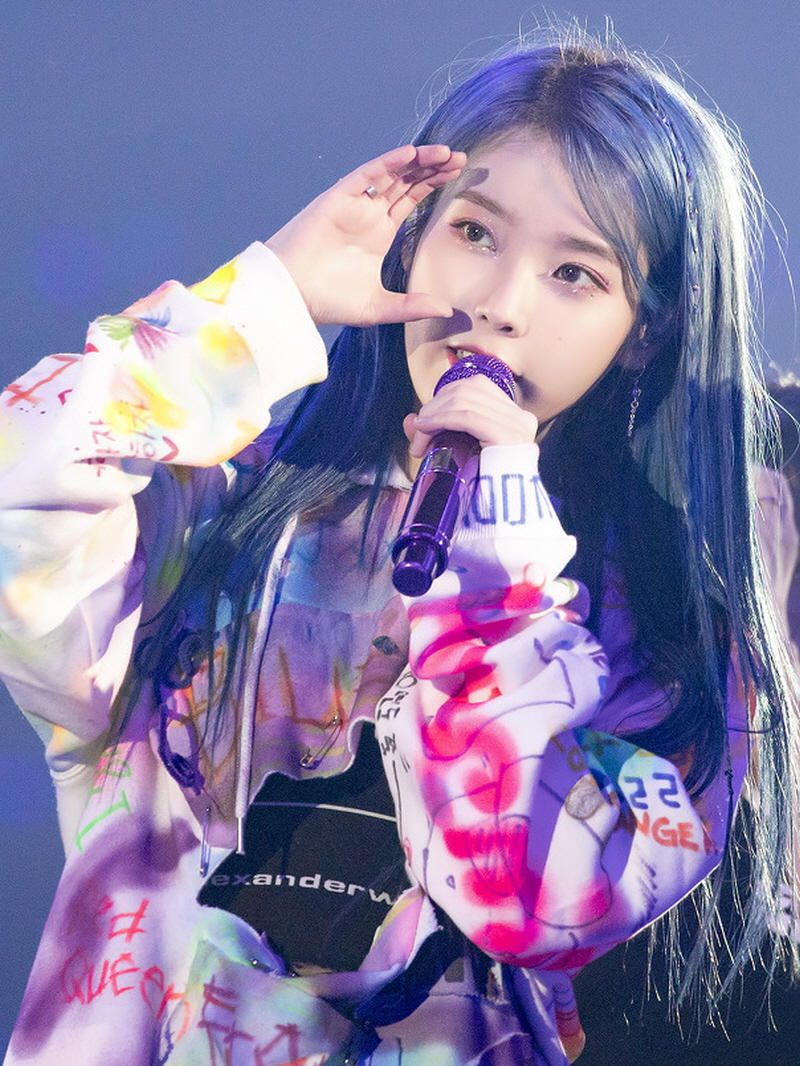
IU CONCERT TOUR 2019 <Love, poem> ソウル公演にて（2019年11月24日）

### 単独イベント

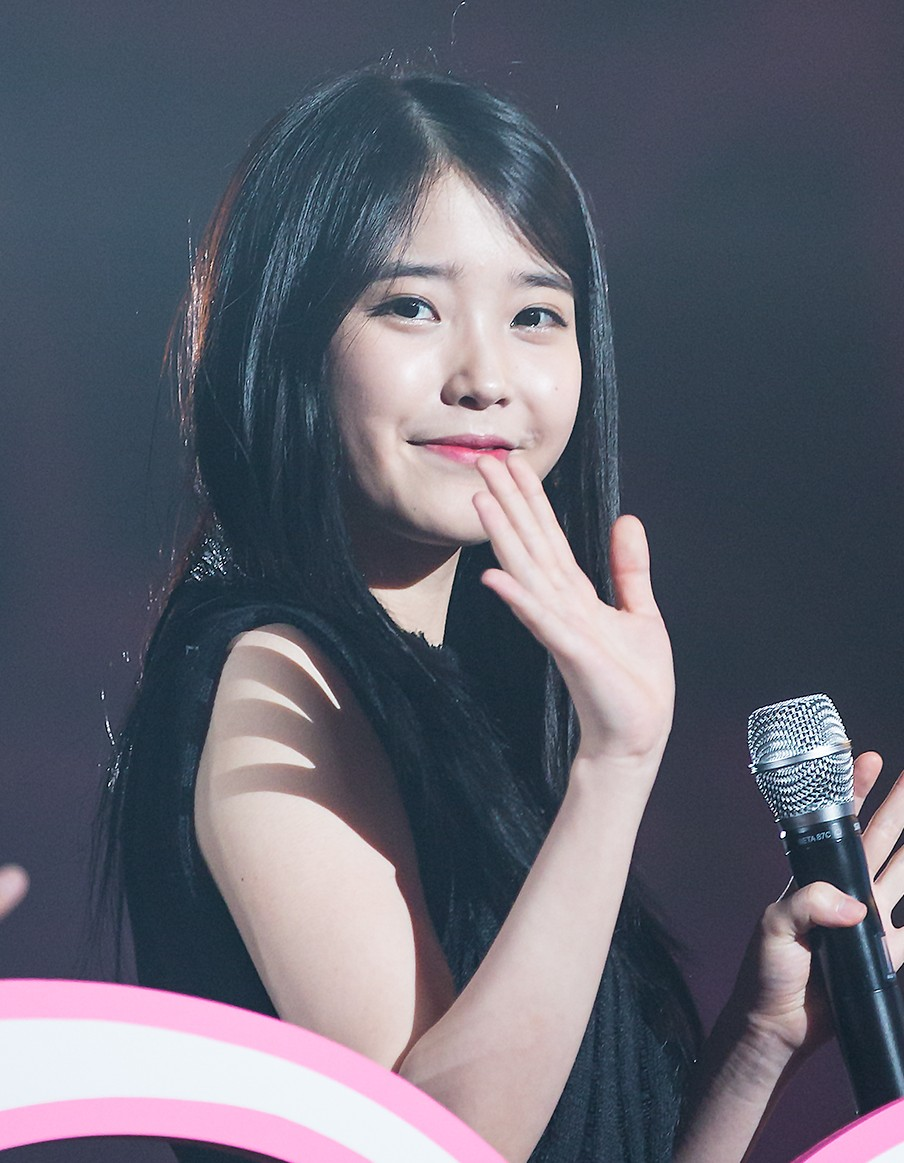
キレイな男 夏祭り～Love is Beautiful～にて（2014年7月19日）

### 2022年

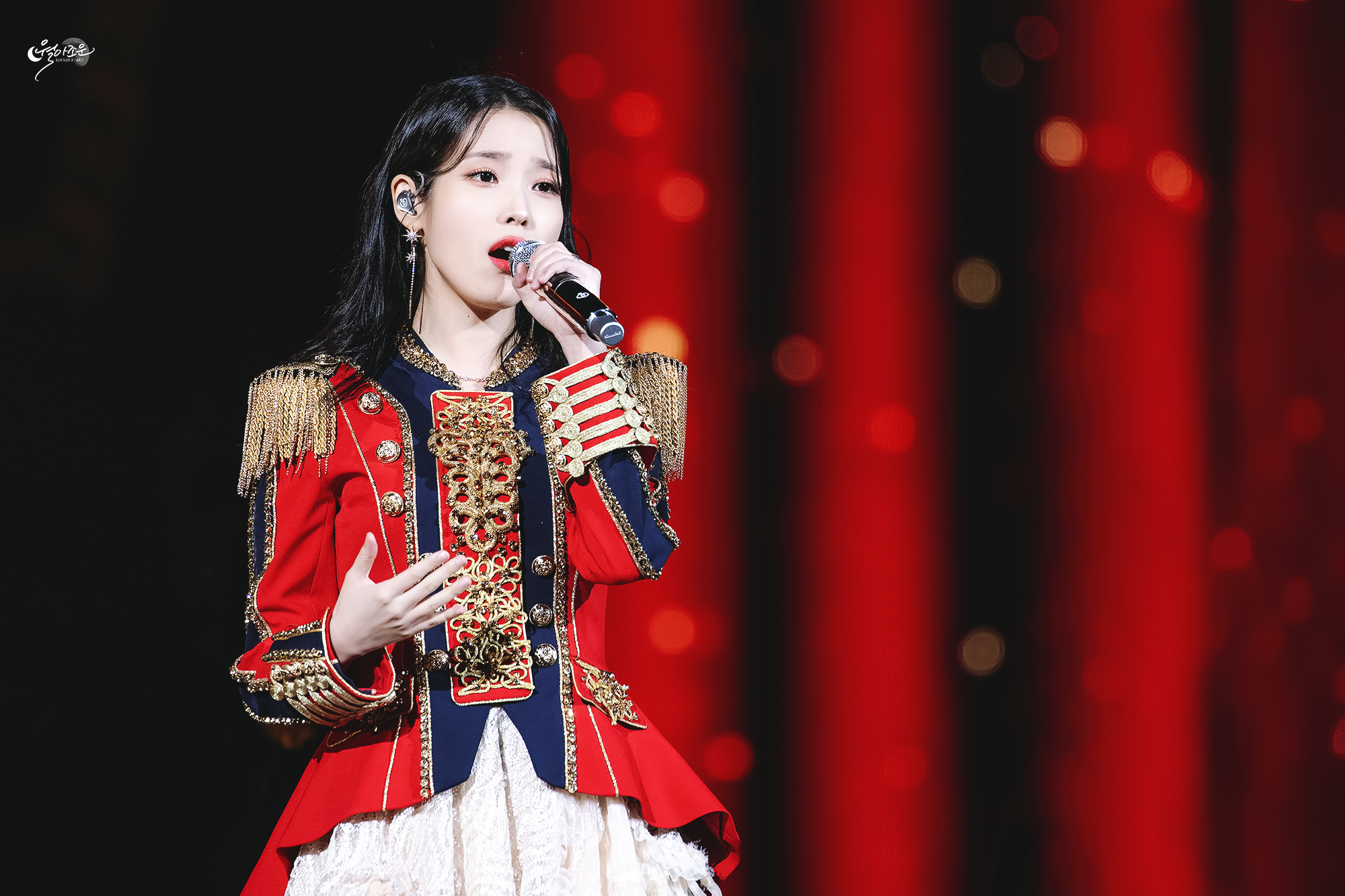
蚕室オリンピック主競技場での単独公演にて（2022年9月）

1月6日、第36回ゴールデンディスク賞のデジタル音源部門で大賞を2年連続受賞。
5月26-27日、第75回カンヌ国際映画祭に出席。是枝裕和監督の韓国映画『ベイビー・ブローカー』はイ・ジウンにとってスクリーンデビュー作品でコンペティション部門に選出された。2021年6月に撮影を終え、赤ん坊の母親ムン・ソヨンを演じた。6月8日に韓国、6月24日に日本で公開され、6月25-27日には日本プロモーションのために、約6年5ヵ月ぶりの公式来日を果たした。
9月17日-18日、単独コンサート<The Golden Hour:オレンジの太陽の下>を蚕室オリンピック主競技場で開催。同会場での公演は韓国の女性アーティスト史上初となる。
9月30日、第27回春史映画祭にて新人女優賞を受賞。
12月31日に俳優であるイ・ジョンソクとの熱愛を認めた。

### 2023年

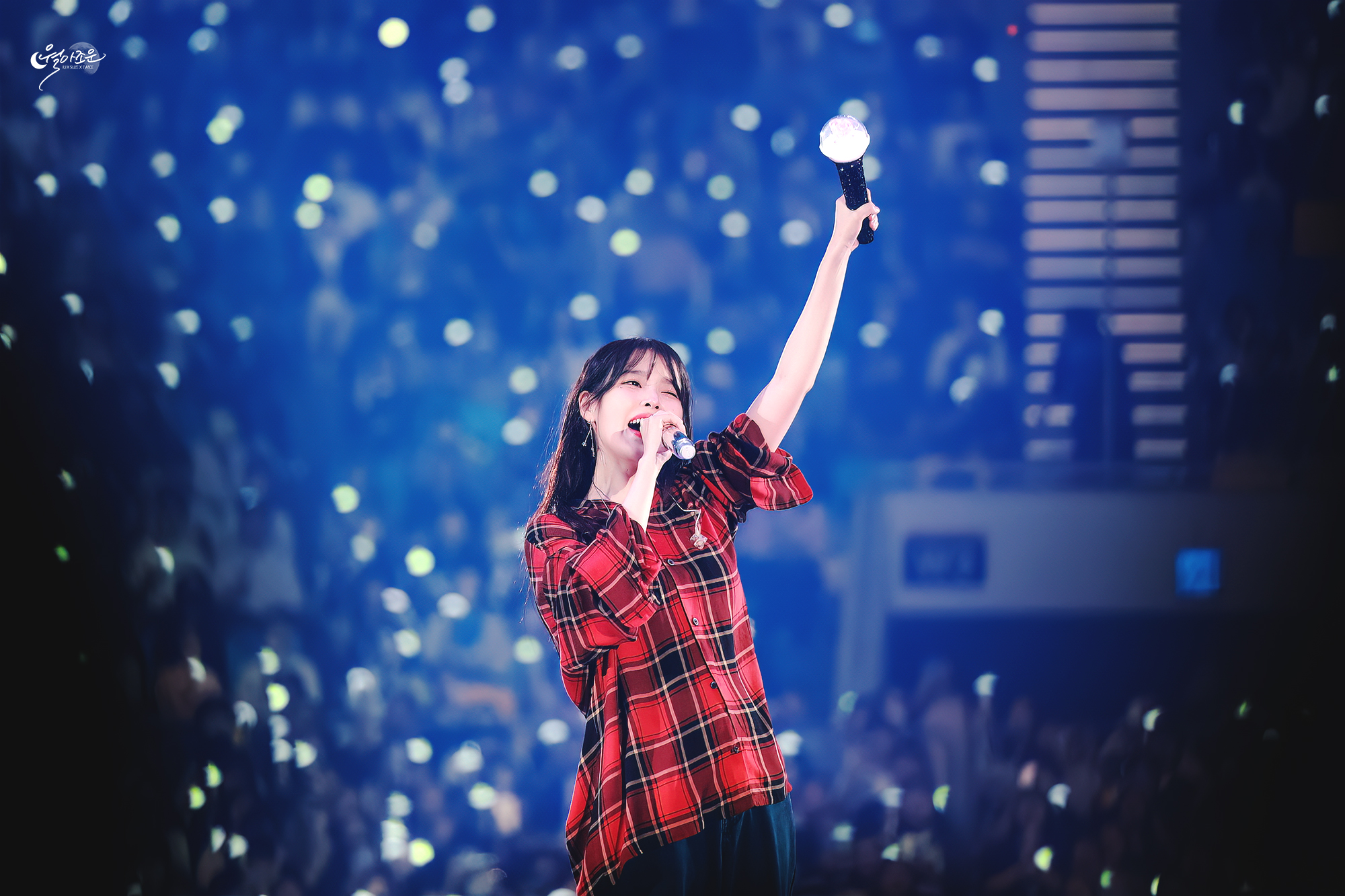
ファンコンサート'I＋UN1VER5E'にて（2023年9月）

3月30日、俳優活動では本名を使用していたが、活動名をIUに統一することを発表した。
4月26日、映画『ドリーム 〜狙え、人生逆転ゴール!〜』が韓国にて公開。同作は2020年8月17日に韓国での撮影を終え、新型コロナウイルスの影響でハンガリーでの撮影が延期となったが、2022年4月13日に撮影を終えた。国家代表チームのドキュメンタリー番組を制作する放送局のプロデューサーのイ・ソミンを演じた。
9月13日、デビュー15周年を記念した初のコンサート映画『IU CONCERT: The Golden Hour』が韓国にて公開。9月28日より日本を含む38カ国・地域で公開。
9月23日-24日、ファンコンサート<2023 IU Fan Concert“I+UN1VER5E”>をKSPOドームで開催。

### 2024年
1月24日、6thミニアルバムの発売を控えて「Love wins all」を先行配信。
2月20日、6thミニアルバム『The Winning』を発売。
3月から8月にかけて、ワールドツアー「2024 IU HEREH World Tour Concert」を開催。ソウルを皮切りに横浜、台北、シンガポール、ジャカルタ、香港、マニラ、クアラルンプール、ロンドン、ベルリン、バンコク、大阪、ニューアーク、アトランタ、ワシントンD.C、ローズモント、オークランド、ロサンゼルスといった18都市全29公演を行った。約12年ぶりの日本単独公演も含まれ、3月23-24日に横浜アリーナ、7月6-7日にAsueアリーナ大阪で開催。
9月21日-22日、アンコール公演「2024 IU HEREH WORLD TOUR CONCERT ENCORE : THE WINNING」をソウルワールドカップ競技場で開催。同会場での公演は韓国の女性アーティスト史上初となる。
デビュー後初のワールドツアーで国内外の人気を証明し、52万人の観客を動員した。

### 2025年
1月24日、コンサート映画『IU CONCERT: THE WINNING』が韓国で公開。日本では1月31日より公開された。
3月7日、Netflixシリーズドラマ『おつかれさま』では、主人公エスンと娘のクムミョンを一人2役で演じた。同作品は全世界同時配信され、国内外から高い評価を得ている。
5月27日、3rdリメイクアルバム『花のしおり３』をリリース。
2026年上半期に放送予定のMBCドラマ『21世紀の大君夫人（仮題）』では財閥令嬢のソン・ビジュを演じる。

## 慈善活動
2019年12月、アメリカの経済誌フォーブスが選んだ「今年のアジア寄付英雄30人」に選ばれ、「IUが今年最年少のアジア寄付スターに選ばれた」と伝えた。2015年には、ファッション雑誌『CeCi』のインタビューにて、慈善活動に関するお金と自身の幸せについて「以前より稼げるようになったが、その分支出も多くなり、お金の価値を失くしていっているように思えた。10万ウォンがあるだけで助かった時期もあったが、今はもっと大きなお金に鈍感になっている自分を見ると幸せになる時間を奪われているような気がする。十分に考えた末、今以上の財産は不要という結論に至った」と語っている。IUがデビュー後、これまで寄付した累積金額だけで50億ウォン（約5億7,000万円）を超える。
- 2010年発売のナ・ユングォンとのデュエット曲「初恋でしょう」、2011年発売のキム・ヨナとのデュエット曲「氷の花」から得た収益を全額寄付した。高校生であったにもかかわらず、思いに満ちた行動が話題を呼んだ[117]。
- 2012年に同徳女子高等学校を卒業したIUは、2013年から毎年発展基金として1000万ウォンを支援し、2016年からは母校の後輩のために「IU（イ・ジウン）奨学金」という奨学金制度を設立して支援している[118][119]。
- 2014年、セウォル号沈没事故の被害者に、単独コンサート「たった一歩…その分だけもっと」の収益金を全額寄付[120]。
- 2015年と2018年の子供の日を前に、家庭環境による経済的苦しさで厳しい生活を強いられている韓国の疎外階層の児童のために1億ウォン（約1000万円）を寄付。本名の「イ・ジウン」名義で1億ウォンの後援金が入金され、『緑の傘子ども財団』が寄付事実を確認する過程で知られることになった。財団側は、「疎外階級の児童に関心を持ち続け、寄付を続けてきているIUさんの善行を明かさずにはいられなかった。IUさんを通して寄付文化が拡散し、助けが必要な子どもたちが幸せな子どもの日を迎えられることを願う」と伝えた。また、2018年の初頭にも、経済的に困難な5人の大学生のために、登録金および学生寮の費用2000万ウォン（約200万円）を支援した。
- 2018年、ろう者に社会・教育・文化リハビリ福祉サービスを提供する『ソウル市聾唖者協会』傘下のソウル市聾唖老人支援センターに、「イ・ジウン」名義で5000万ウォン（約500万円）を寄付。「大変な方々を助けたくて探してみて聾唖老人支援センターを知った」と話した。今回の寄付はドラマで演じたろう者の祖母と一緒に暮らす役柄が契機になったと見られており、役作りのために手話を習ったと言われている[121]。
- 2018年9月18日、デビュー10周年を記念し、自身のファンダム名である「UAENA」との連名で『緑の傘子ども財団』に1億ウォン（約1000万円）を寄付したことを、『緑の傘子ども財団』から発行された寄付金の証明書とともに自身のInstagramで報告した[122]。
- 2019年
  - 4月5日、江原道一帯の山火事の発生を受け、被害児童支援に使ってほしいと、『緑の傘子ども財団』を通じて1億ウォン（約1000万円）を寄付[123]。
  - 5月3日、子供の日を前に、経済的に困難な子どもたちのために、『緑の傘子ども財団』を通じて1億ウォン（約1000万円）を寄付。2015年から今まで財団を通して、計6億2千万ウォン（約6200万円）を後援した[124]。
  - 9月21日、デビュー11周年記念ファンミーティングを開催し、ファンミーティングの収益1億ウォン（約1000万円）を「UAENA」名義で聴覚障害支援団体と小児がん・白血病のこどもたちを助ける財団にそれぞれ5000万ウォンずつ寄付[125]。
  - 12月23日、祖孫家庭（祖父母とその孫で構成された家庭）の子どもたちのために使ってほしいと『緑の傘子ども財団』を通じて1億ウォン（約1000万円）を寄付。
  - 12月30日、「UAENA」と連名で、韓国の一人暮らしをする高齢者への支援財団の独居老人総合支援センターに1億ウォン（約1000万円）を寄付。これまでのIUが行ってきた慈善活動の影響を受け、IUのファンたちは奉仕、献血、寄付など多様な方法で実践し、これを認証し、大衆の拍手を受けた。このような現象に対して、「（寄付認証文を）今見てきた。私に倣い、一きれいなことを見てそのきれいな姿に私がまた見習っていく」と嬉しい気持ちを示した。
- 2020年
  - 2月27日、新型コロナウイルスの拡散防止のために、グッドネーバーズと大韓医師協会に2億ウォン（約1800万円）を寄付[126]。同年3月1日、 自身が住んでいるソウル瑞草区に3000万ウォン、果川市に3000万ウォン、楊平郡に2000万ウォンを寄付した。また、同年3月5日には楊平郡にある福祉施設に2000万ウォン、乳幼児保護施設、重症障害者福祉機関、障害児童福祉施設に1500万ウォンを寄付。 一連の寄付金は全部で3億1500万ウォン（約2800万円）にあたる。
  - 5月4日、子供の日を前に『緑の傘子ども財団』を通じて1億ウォン（約871万円）を寄付[127]。2015年から同財団を通じて寄付を続けており、一人親家庭や祖孫家庭の児童などを支援している。
  - 5月7日、一人親家庭と祖孫家庭を支援するため、京畿道楊平郡に1000万ウォンを寄付[128]。同年5月14日、「新型コロナウイルスの影響により困難な生活を強いられている低所得層のために使って欲しい」として、果川市に1000万ウォンを寄付[129]。
  - 5月16日、28歳の誕生日を迎え、ファンダム名と自身の名前を合わせた「IUAENA」という後援者名で、『緑の傘子ども財団』と『社会福祉法人一緒に歩く子供たち』にそれぞれ5160万ウォン（約500万円）ずつ寄付した[130]。
  - 8月11日、韓国の集中豪雨の被災者を支援するために、『希望ブリッジ全国災害救援協会』を通じて1億ウォン（約900万円）を寄付[131]。この寄付金は記録的な豪雨が続いて被害を受けた地域や被災者のために使われる。
  - 8月31日、新型コロナウイルスの現場で働く看護師のために、『愛の実社会福祉共同募金会』を通じて1億ウォン（約900万円）相当の冷却ベスト約4600枚を寄付[132]。
  - 9月18日、デビュー12周年を記念し、「IUAENA」という後援者名で、社団法人『愛のかたつむり』と『韓国未婚母家族協会』にそれぞれ5000万ウォンずつ総額1億ウォン（約900万円）寄付[4][133]。
  - 12月24日、クリスマスを迎え、低所得層の子どもたちのために、『緑の傘子ども財団』を通じて1億ウォンを寄付[134]。
- 2021年
  - 3月25日、5thフルアルバムの発売を迎え、「アルバムが出るまでじっと待ってくれたUAENAともに春の暖かさを分かち合おう」という理由から、「IUAENA」という後援者名で、社団法人『LINER』と『愛のかたつむり』にそれぞれ5000万ウォンを寄付。寄付金は、青少年ひとり親家庭の緊急生計費支援と自立活動、聴覚障害者のために使われた[135]。
  - 5月、厳しい状況にいる果川市民のために使ってほしいとして果川市に1000万ウォン（約90万円）を寄付[136]。寄付について知られることは望まないとしたが、後日キム・ジョンチョン市長のFacebookを通して明らかとなった。
  - 5月16日、20代最後の誕生日を迎え、「IUAENA」という後援者名で、韓国の小児がん財団、難病児支援団体『ヨウルドゥル』、韓国シングルマザー家族協会、独居老人総合支援センター、プルメ財団、児童福祉協会などの団体に計5億ウォン（約4822万円）を寄付[137]。
  - 9月17日、デビュー13周年を前に、社会的弱者や選別診療所を支援するために自身が広告モデルを務める6つの企業と協力して、8億5000万ウォン（約7900万円）相当の物品を寄付。IUが直接各企業に提案して、金額を半分ずつ負担した。保護終了を控えた青少年らの第一歩を応援するためにニューバランスのスニーカー約1000足、保護施設の児童・青少年のためにBANOLIM PIZZAを約2000枚とBLACKYAKの衣類2000着。さらに、地域内の一人暮らしのお年寄りやシングルマザー家庭のためにevezaryの布団300セットと京東製薬の「クナレン」の救急箱2000個、ソウル市20区の保健所に済州サムダスのミネラルウォーター約3万個を支援[138]。
  - 12月24日、年末を前に、がん患者と低所得家庭の児童・青少年たちに『緑の傘子ども財団』を通じてそれぞれ1億ウォン（約1,000万円）を寄付。経済難を経験する家庭の暖房費、防寒用品購入費として使われ、手助けが必要な家庭の青少年のための奨学金支援とウル峨山病院を通じて小児がん・女性がん患者の手術費、及び治療費支援などに使われる[139]。
  - 12月30日、楊平郡に1000万ウォン（約100万円）を寄付。寄付金は地域内の基礎生活保障受給者などのために冬場の暖房費に使われる[140]。
- 2022年
  - 3月5日、蔚珍から三陟まで広がった大型山火事被害者の臨時組立住宅支援のために1億ウォン（約1000万円）を『希望ブリッジ全国災害救護協会』に寄付[141]。
  - 5月5日、子供の日を迎え「笑いながら幸せな未来を夢見てほしい」として『緑の傘子ども財団』を通じて、1億ウォン（約1000万円）を寄付[142]。
  - 5月16日、誕生日を迎え『愛のカタツムリ』『韓国未婚母家族協会』『Eden I Ville』『社会福祉法人チャンイン院』などに計2億1千万ウォン（約2111万円）を寄付[143]。
  - 8月12日、集中豪雨の被害を受けた人々のために1億ウォン（約1000万円）を希望ブリッジ全国災害救護協会に寄付[144]。
  - 9月18日、デビュー14周年を迎え、小児がん・女性がん患者の支援基金と青年自立のための支援金として、それぞれ1億ウォン（約1,000万円）を寄付[145]。
  - 12月30日、児童福祉施設の児童や青少年の養育と自立、希少疾患を患っている児童や青少年、脆弱階層への練炭分かち合いと暖房用品支援、高齢者の安否を尋ねる社会貢献活動のために、食卓共同体・練炭銀行、ヨウルドル、高齢者の安否を尋ねる牛乳配達、韓国児童福祉協会にそれぞれ5000万ウォン（約525万円）ずつ計2億ウォン（約2100万円）を「IUAENA」という後援者名で寄付[146]。
- 2023年
  - 1月2日、楊平郡の『愛の練炭寄付』に1000万ウォン（約100万円）を寄付。楊平郡への寄付は2020年から継続的に行っている[147]。
  - 2月1日、作曲家キム・ジェフィが勤める特別支援学校のミルアル学校が、非商用利用でのみ使用可能として公開した「A footstep」の音源にIUがフィーチャリングとして参加[148]。
  - 5月5日、『緑の傘子ども財団』を通じて、1億ウォン（約1128万円）を寄付[149]。
  - 5月16日、低所得脆弱階層支援のために、楊平郡へ1千万ウォン（約100万円）を寄付[150]。
  - 9月18日、デビュー15周年を迎え、ソウル牙山病院、韓国児童福祉協会、ソウル特別市こども病院に計3億ウォン（約3,300万円）を寄付[151]。
  - 12月31日、韓国老人総合福祉館協会、韓国児童福祉協会、韓国シングルマザー協会、韓国障害者福祉施設協会まで、計4ヶ所に暖房費2億ウォン（2,100万円）を寄付[152]。
- 2024年
  - 5月5日、『緑の傘子ども財団』を通じて、1億ウォン（約1128万円）を寄付。
  - 5月16日、児童青少年共同生活家庭、大韓社会福祉会、社団法人「愛のカタツムリ」、韓国シングルマザー家族協会に5,000万ウォン（約570万円）ずつ、計2億ウォンを寄付[116]。
  - 9月18日、デビュー16周年を迎え、韓国子供難病協会、社団法人高齢者の安否を尋ねる牛乳配達、ハンサラン村、ハンサラン乳児院に、合計2億2,500万ウォンを寄付。
  - 9月20日、ソウル上岩ワールドカップ競技場でのアンコールコンサートを控え、騒音と周辺の混雑などを懸念して会場周辺の近隣住民たちに有料ゴミ袋をプレゼントした[153]。
  - 11月7日、ショーミュージカル「ドリームハイ」に出演する俳優やダンサーたちとともに、フィーチャリングに参加して14年ぶりに再収録した「Someday」の音源収益の一部を、自立を準備する青年たちの夢と挑戦をサポートする事業に寄付[154]。
  - 12月25日、ソウル牙山病院、ソウル児童福祉協会、共に笑う世界、暖かい同行、社団法人開かれた福祉、プラン・コリア、共に歩く子どもたち、愛のカタツムリを通じて、合計5億ウォン（約5,400万円）を寄付。経済的困難を抱える高齢患者や心脳血管疾患者及び女性がん患者支援、自立準備青年の自立能力強化、貧困層が多数居住する小部屋村や半地下など社会的弱者の住居環境改善、障がい者向けのオーダーメイド空間及び先端補助器具支援、ホームレスシェルター運営支援、海外児童の飲料水の衛生管理及び保健医療支援、児童文化芸術活動支援、難聴児童の聴覚補助器具支援など幅広い分野に使われる。
- 2025年
  - 3月26日、慶尚道地域で発生した山火事による被害の支援と災害現場で献身する消防士たちの処遇および認識改善のため、それぞれ1億ウォン（約1,000万円）ずつ計2億ウォン（約2,000万円）を希望ブリッジ全国災害救護協会に寄付[155]。

## 作品

### 韓国

#### 配信
デジタルシングル
| No. | 配信日         | タイトル        | 収録曲                                                    | Gaon チャート （週間） | 備考                                         |
| --- | -------------- | --------------- | --------------------------------------------------------- | ---------------------- | -------------------------------------------- |
| 1   | 2010年6月3日   | 잔소리          | 1. 잔소리 (With 2AM スロン)（→小言） 2. Rain Drop         | 1位                    | 2AMスロンとのコラボレーションシングル        |
| 2   | 2011年6月21日  | 얼음꽃          | 1. 얼음꽃 (Feat.キム・ヨナ）（→氷の花）                   | 8位                    | キム・ヨナとのコラボレーションシングル       |
| 3   | 2012年5月4日   | 복숭아          | 1. 복숭아（→桃）                                          | 2位                    | 先行配信 1stシングル『二十歳の春』に収録     |
| 4   | 2014年10月2日  | 소격동          | 1. 소격동（→昭格洞）                                      | 4位                    | ソ・テジとのコラボレーションシングル         |
| 5   | 2015年5月18日  | 마음            | 1. 마음（→心）                                            | 1位                    | 先行配信 4thミニアルバム『CHAT-SHIRE』に収録 |
| 6   | 2017年3月24日  | 밤편지          | 1. 밤편지（→夜の手紙）                                    | 1位                    | 先行配信 4thフルアルバム『Palette』に収録    |
| 7   | 2017年4月7日   | 사랑이 잘       | 1. 사랑이 잘 (With.オ・ヒョク)（→Can't Love You Anymore） | 1位                    | 先行配信 4thフルアルバム『Palette』に収録    |
| 8   | 2017年9月18日  | 가을 아침       | 1. 가을 아침（→秋の朝）                                   | 1位                    | 先行配信 リメイクアルバム『花しおり2』に収録 |
| 9   | 2018年10月10日 | 삐삐            | 1. 삐삐（→BBIBBI）                                        | 1位                    | デビュー10周年記念シングル                   |
| 10  | 2019年11月1日  | Love poem       | 1. Love poem                                              | 1位                    | 先行配信 5thミニアルバム『Love poem』に収録  |
| 11  | 2020年5月6日   | 에잇            | 1. 에잇 (Prod. & Feat. SUGA of BTS)（→eight）             | 1位                    | BTS SUGAとのコラボレーションシングル         |
| 12  | 2021年1月27日  | Celebrity       | 1. Celebrity                                              | 1位                    | 先行配信 5thアルバム『LILAC』に収録          |
| 13  | 2021年10月19日 | strawberry moon | 1. strawberry moon                                        | 1位                    | -                                            |

EP

#### 参加楽曲
| 発売日         | タイトル                                                 | アーティスト                                 | 備考                                                                                         |
| -------------- | -------------------------------------------------------- | -------------------------------------------- | -------------------------------------------------------------------------------------------- |
| 2009年7月2日   | Suga Luv (Feat.IU)                                       | Bizniz                                       | デジタルシングル「Suga Luv」に収録。                                                         |
| 2009年7月16日  | 월화수목 금토일 (Feat.IU)（→月火水木金土日）             | スホ(수호)                                   | スホ 2ndミニアルバム「DayZ」に収録。                                                         |
| 2009年8月6日   | 희망사항 (Feat.IU)（→希望）                              | マイティマウス(마이티 마우스)                | マイティマウス 1stミニアルバム「Love Class」に収録。                                         |
| 2009年9月3日   | 247 (Feat.IU)                                            | 3つの視線(세 개의 시선)                      | アルバム「세 개의 시선 - Part III」に収録。                                                  |
| 2009年10月16日 | 그대는 예뻐요 (Feat.IU)（→君はきれいです）               | RUN (ソン・ウォングン)                       | ミニアルバム「Face-Off」に収録。                                                             |
| 2010年1月12日  | 첫사랑이죠 (With.IU)（→初恋でしょう）                    | ナ・ユングォン                               | デジタルシングル「첫사랑이죠」に収録。                                                       |
| 2010年8月2日   | 사랑을 믿어요（→愛を信じます）                           | ユ・スンホ                                   | デジタルシングル「사랑의 리퀘스트」に収録。                                                  |
| 2010年9月28日  | 그대네요 (With.IU)（→あなたですね）                      | ソン・シギョン                               | デジタルシングル「그대네요」に収録。                                                         |
| 2011年1月20日  | I KNOW (With.IU)                                         | V.I                                          | V.I 1stミニアルバム「V.V.I.P」に収録。                                                       |
| 2011年2月14日  | Suga Luv (Valentine Mix) (Feat.IU)                       | Bizniz                                       | デジタルシングル「The Brand New」に収録。                                                    |
| 2012年1月20日  | Like You (Feat.IU)                                       | WANTED                                       | WANTED 3rdアルバム「VINTAGE」に収録。                                                        |
| 2012年8月2日   | 달빛바다 （→月光の海）                                   | FIESTAR                                      | LOEN TREEの夏のプロジェクトアルバム「LOEN TREE Summer Story」に収録。                        |
| 2013年4月26日  | DREAMER (Narr.IU)                                        | HISTORY                                      | HISTORY デビューシングル「DREAMER」に収録。                                                  |
| 2014年4月8日   | 봄 사랑 벚꽃 말고 (With.IU)（→春、恋、桜の花じゃなくて） | HIGH4                                        | HIGH4 デビューシングル「봄 사랑 벚꽃 말고」に収録。                                          |
| 2014年6月30日  | 애타는 마음 (With.IU)（→待ち遠しい気持ち）               | Ulala Session                                | デジタルシングル「애타는 마음」に収録。「THE LYRICS」プロジェクトの5番目の作品。             |
| 2014年7月8日   | 노래 불러줘요 (Feat.IU)（→歌を歌って）                   | g.o.d                                        | g.o.d 8thアルバム「Chapter 8」に収録。                                                       |
| 2014年10月31日 | 언제쯤이면 (Duet.IU)（→いつ頃）                          | ユン・ヒョンサン                             | デビューミニアルバム「PIANOFORTE」に収録。                                                   |
| 2015年8月22日  | 레옹（→レオン）                                          | パク・ミョンス（이유 갓지(GOD G) 않은 이유） | コンピレーションアルバム「무한도전 영동고속도로 가요제」に収録。                             |
| 2016年9月22日  | 결정 (Feat.IU)（→決定）                                  | ヒョンドニとデジュニ                         | デジタルシングル「결정」に収録。                                                             |
| 2017年5月11日  | 지금 그리고 우리（→今、そして私たちは）                  | ハ・ドンギュン                               | クレジットにはないが、IUがコーラスを担当。ミニアルバム「POLYGON」に収録。                    |
| 2017年6月1日   | 누구나 아는 비밀 (With.IU)（→誰もが秘密を知っている）    | Sister's barbershop                          | Sister's Barbershop 6thアルバム「People Who Stay Alone」に収録。                             |
| 2017年10月23日 | 연애소설 (Feat.IU)（→LOVE STORY）                        | EPIK HIGH                                    | EPIK HIGH 9thアルバム「WE'VE DONE SOMETHING WONDERFUL」に収録。                              |
| 2017年12月28日 | 고양이 (Feat.IU)（→猫）                                  | ソヌ・ジョンア                               | デジタルシングル「고양이」に収録。                                                           |
| 2018年7月30日  | SoulMate (Feat.IU)                                       | ZICO                                         | デジタルシングル「SoulMate」に収録。                                                         |
| 2018年12月7日  | 동화 (Feat.IU)（→童話）                                  | キム・ドンリュル                             | デジタルシングル「동화」に収録                                                               |
| 2019年1月10日  | 길（→道）                                                | HENRY、 チョ・ヒョナ、ヤン・ダイル           | g.o.d 20周年スペシャルアルバム「THEN＆NOW」に収録。                                          |
| 2019年12月9日  | 첫 겨울이니까 (With.IU)（→初めての冬だから）             | ソン・シギョン                               | デジタルシングル「첫 겨울이니까」に収録。                                                    |
| 2020年10月29日 | 작은 방 (Feat.IU)（→小さな部屋）                         | Sweet Sorrow                                 | デジタルシングル「스윗소로우 스페셜 싱글」に収録。                                           |
| 2021年7月26日  | 낙하 (With.IU)（→落下）                                  | AKMU                                         | コラボレーションアルバム「NEXT EPISODE」に収録。                                             |
| 2022年3月11日  | GANADARA (Feat.IU)                                       | パク・ジェボム                               | デジタルシングル「GANADARA」に収録。                                                         |
| 2023年4月7日   | People Pt.2 (Feat.IU)                                    | Agust D                                      | 先行配信曲。アルバム「D-DAY」に収録。                                                        |
| 2024年11月7日  | Someday (Feat.IU)                                        | SHOW MUSICAL DREAM HIGH DANCE FAMILY         | ショーミュージカル「ドリームハイ」のキャストとともにフィーチャリング参加。14年ぶりの再収録。 |

#### OST
| No. | 発売日        | タイトル                                        | 収録曲                                                      | 備考                                       |
| --- | ------------- | ----------------------------------------------- | ----------------------------------------------------------- | ------------------------------------------ |
| 1   | 2009年6月2日  | 2009 외인구단 OST                               | 그러는 그대는 （→そう君は）                                 | MBC『ストライク・ラブ』OST                 |
| 2   | 2009年9月14日 | 선덕여왕 OST                                    | 아라로（→海へ） 바람꽃 (E.S)（→白山一花（ハクサンイチゲ）） | MBC『善徳女王』OST                         |
| 3   | 2009年12月3日 | 낙원 OST                                        | Danny Boy                                                   | テレシネマ7『楽園』OST                     |
| 4   | 2010年2月24日 | 텔레시네마 프로젝트 Vol.6                       | 다섯째 손가락（→五番目の指）                                | テレシネマ7『19(NINETEEN)』OST             |
| 5   | 2010年7月14日 | 로드 넘버원 OST Part.3                          | 여자라서（→女だから） 여자라서 (Piano Ver.)                 | MBC『ロードナンバーワン』OST               |
| 6   | 2011年1月3日  | 드림하이 OST Part.1                             | Someday                                                     | KBS2『ドリームハイ』OST                    |
| 7   | 2011年5月25日 | 최고의 사랑 OST Part.4                          | 내 손을 잡아（→私の手を握って）                             | MBC『最高の愛〜恋はドゥグンドゥグン〜』OST |
| -   |               |                                                 | 크레파스（→クレパス）                                       | KBS2『キレイな男』OST                      |
| -   |               |                                                 | 마음（→心）                                                 | KBS2『プロデューサー』OST                  |
| 8   | 2020年2月15日 | 사랑의 불시착 OST Part 11                       | 마음을 드려요（→心を差し上げます）                          | tvN「愛の不時着」OST                       |
| 9   | 2020年6月19日 | I-LAND Part.1 Signal Song                       | Into the I-LAND                                             | Mnet『I-LAND』テーマソング                 |
| -   |               |                                                 | 자장가（→子守歌(Lullaby)）                                  | 映画『ジョゼ』エンドソング                 |
| 10  | 2025年3月22日 | 폭싹 속았수다 OST from the Netflix Series - 3막 | 밤 산책 (Midnight Walk)                                     | Netflix『おつかれさま』OST                 |

その他
| 楽曲                                           | 収録アルバム                                |
| ---------------------------------------------- | ------------------------------------------- |
| All You Need Is Love 난 사랑을 아직 몰라       | 음악여행 라라라 Live Vol.5（2009年6月18日） |
| Let's Go (Korean Ver.) Let's Go (English Ver.) | Group Of 20（2010年10月15日）               |
| 선물 (Gift)                                    | ROAD FOR HOPE（2010年11月5日）              |

#### 未発売曲
| 楽曲                                                                 | 備考                                                                                         |
| -------------------------------------------------------------------- | -------------------------------------------------------------------------------------------- |
| Alicia                                                               | 2010年、オンラインゲーム『馬と私の物語 エリシャ』OST                                         |
| 내 꿈은 파티시엘 / 私の夢はパティシエール                            | 2010年、アニメ『夢色パティシエール』韓国版OP                                                 |
| Dreaming                                                             | 2011年、KBS2『ドリームハイ』OST。自作曲。                                                    |
| 바람의 멜로디 / 風のメロディ                                         | 2011年、韓国アニメ映画『마당을 나온 암탉(庭に出てきた雌鶏)』主題歌                           |
| 버스를 잡자 / バスをつなごう                                         | 2011年、現代自動車CF『バスコンサート』キャンペーンソング                                     |
| Memories Of The Sea (Korean Ver.) Memories Of The Sea (English Ver.) | 2012年 麗水世界博覧会テーマソング                                                            |
| 유애나송 (Uaena Song)                                                | 2012年、IUがファンのために作詞作曲した楽曲。                                                 |
| Stranded (Korean Ver.)                                               | 2012年、アニメ映画『サミーのアドベンチャー2』韓国版主題歌                                    |
| 아트레이아 (ATREIA)                                                  | 2013年、オンラインゲーム『The Tower of AION』OST                                             |
| 예쁘다송 (Beautiful Song)                                            | 2013年、KBS2『最高です!スンシンちゃん』OST。自作曲。IU&チョ・ジョンソク                      |
| 아빠를 부탁해 / お父さんをお願い                                     | 2015年、SBSバラエティ『お父さんをお願い』テーマソング                                        |
| 친구야 친구 (너다워 고마워)                                          | 2016年、SBS『麗～花萌ゆる8人の皇子たち～』OST。自作曲。                                      |
| 천년의 신곡 / 千年の神曲                                             | 2017年、韓国モバイルゲーム『陰陽師』OST。自作曲。                                            |
| 그녀는 나와 달라 (She's different from me)                           | 2017年、JTBC『ヒョリの民宿』OST、イ・ヒョリ夫妻と制作した楽曲                                |
| 잊어야 한다는 마음으로 / 忘れなきゃという気持ちで                    | 2017年発売の『花しおり2』に収録予定だった故キム・グァンソクの名曲                            |
| Happy Ending                                                         | 2019年、tvN『ホテルデルーナ』OST。自作曲。                                                   |
| 바이,썸머 (Bye summer)                                               | 2024年、「IU HEREH WORLD TOUR CONCERT ENCORE : THE WINNING」で披露した楽曲。発売計画はない。 |

#### 映像作品
| 発売日         | タイトル                                                | 規格品番   | 規格              |
| -------------- | ------------------------------------------------------- | ---------- | ----------------- |
| 2013年1月17日  | Real Fantasy 2012 Special                               | L100004587 | BOOK+DVD          |
| 2017年2月24日  | IU 2016 CONCERT PHOTOBOOK                               | L100005303 | BOOK+DVD          |
| 2019年4月30日  | IU 10th Anniversary Tour Concert [dlwlrma.] Photobook   | L100005541 | BOOK＋Blu-ray+DVD |
| 2020年10月29日 | 2019 IU Tour Concert - Love, poem in Seoul              | L200001955 | DVD(2枚組)        |
| 2020年10月29日 | 2019 IU Tour Concert - Love, poem in Seoul              | L200001956 | Blu-ray(2枚組)    |
| 2022年3月16日  | IU ドキュメンタリー [Pieces: 二十九歳の冬]              | L200002347 | DVD+Blu-ray+CD    |
| 2023年8月11日  | 2022 IU Concert [The Golden Hour: Under the Orange Sun] |            | DVD               |
| 2023年8月11日  | 2022 IU Concert [The Golden Hour: Under the Orange Sun] | Blu-ray    |                   |
| 2025年7月23日  | 2024 IU <HEREH> WORLD TOUR CONCERT BLU-RAY / DVD        |            | DVD               |
| 2025年7月23日  | 2024 IU <HEREH> WORLD TOUR CONCERT BLU-RAY / DVD        | Blu-ray    |                   |

#### ミュージックビデオ
| 年   | M/V |
| ---- | --- |
| 2008 | - 미아 (Lost Child) |
| 2009 | - Boo - 있잖아 (あのね) (Rock Ver.) - 그러는 그대는 (そう君は) - 마쉬멜로우 (マシュマロ) |
| 2010 | - 다섯째 손가락 (五番目の指) - 잔소리 (小言) (With.スロン of 2AM) - 사랑을 믿어요 (愛を信じます) (IU&ユ・スンホ) - 여자라서 (女だから) - 좋은 날 (Good Day)                                                  |
| 2011 | - 나만 몰랐던 이야기 (私だけ知らなかった話) - 내 손을 잡아 (私の手を握って) - 얼음꽃 (氷の花) (IU&キム・ヨナ) - 너랑 나 (You & I) - Last Fantasy                                                             |
| 2012 | - 하루 끝 (一日の終わり) - 달빛바다 (月光の海) (IU&FIESTA) |
| 2013 | - Dreamer (HISTORY Narr. IU) - 분홍신 (赤い靴) - 금요일에 만나요 (金曜日に会いましょう) |
| 2014 | - 봄 사랑 벚꽃 말고 (春、恋、桜の花じゃなくて) (HIGH4,IU) - 나의 옛날이야기 (私の昔話) - 소격동 (昭格洞) - 언제쯤이면 (ユン・ヒョンサン Duet.IU)                                                             |
| 2015 | - 스물셋 (twenty-three) |
| 2016 | - 결정 (ヒョンドニとデジュニ Feat. IU) |
| 2017 | - 밤편지 (夜の手紙) - Palette (Feat. G-DRAGON) - 이런 엔딩 (このようなエンディング) - 어젯밤 이야기 (Last Night Story) - 연애소설 (LOVE STORY) (EPIK HIGH Feat. IU) - 양이 (C A T) (ソヌ・ジョンア Feat. IU) |
| 2018 | - 잊어야 한다는 마음으로 (忘れなきゃという気持ちで) - SoulMate (ZICO Feat. IU) - 삐삐 (BBIBBI) - 동화 (キム・ドンリュル Feat. IU)                                                                            |
| 2019 | - Blueming - 시간의 바깥 (Above the Time) - 첫 겨울이니까 (First Winter) (ソン・シギョン&IU) |
| 2020 | - 에잇 (eight) (Prod. & Feat. SUGA of BTS) - Into the I-LAND - 작은 방 (小さな部屋) (Sweet Sorrow Feat.IU)                                                                                                   |
| 2021 | - Celebrity - 라일락 (LILAC) - Coin - 에필로그 (Epilogue) - 낙하 (NAKKA) (AKMU with.IU) - strawberry moon |
| 2022 | - GANADARA |
| 2024 | - Love wins all - Holssi - Shopper - Shh.. |

### 日本

#### ミニアルバム
| No.      | 発売日         | タイトル         | 最高位 | 規格品番   | 形態                    |
| -------- | -------------- | ---------------- | ------ | ---------- | ----------------------- |
| PreDebut | 2011年12月14日 | I□U              | 15位   | TOCT-22322 | 初回生産限定盤 (CD+DVD) |
| 1st      | 2013年3月20日  | Can You Hear Me? | 23位   | TOCT-29128 | 初回生産限定盤 (CD+DVD) |
| 1st      | 2013年3月20日  | Can You Hear Me? | 23位   | TOCT-29129 | 通常盤 (CD)             |

#### シングルアルバム
| No. | 発売日        | タイトル                    | 最高位 | 規格品番   | 形態                     |
| --- | ------------- | --------------------------- | ------ | ---------- | ------------------------ |
| 1st | 2012年3月21日 | Good Day (Japanese Version) | 6位    | TOCT-40391 | 初回生産限定盤A (CD+DVD) |
| 1st | 2012年3月21日 | Good Day (Japanese Version) | 6位    | TOCT-40392 | 初回生産限定盤B (CD+DVD) |
| 1st | 2012年3月21日 | Good Day (Japanese Version) | 6位    | TOCT-40393 | 通常盤 (CD)              |
| 2nd | 2012年7月18日 | You & I (Japanese Version)  | 5位    | TOCT-40412 | 初回生産限定盤A (CD+DVD) |
| 2nd | 2012年7月18日 | You & I (Japanese Version)  | 5位    | TOCT-40413 | 初回生産限定盤B (CD+DVD) |
| 2nd | 2012年7月18日 | You & I (Japanese Version)  | 5位    | TOCT-40414 | 通常盤 (CD)              |
| 3rd | 2013年9月11日 | Monday Afternoon            | 15位   | TOCT-40430 | 初回生産限定盤A (CD+DVD) |
| 3rd | 2013年9月11日 | Monday Afternoon            | 15位   | TOCT-40431 | 初回生産限定盤B (CD+DVD) |
| 3rd | 2013年9月11日 | Monday Afternoon            | 15位   | TOCT-40432 | 通常盤 (CD)              |

#### デジタルシングル
| 配信日         | タイトル                                                 | 備考                                                                  |
| -------------- | -------------------------------------------------------- | --------------------------------------------------------------------- |
| 2012年10月24日 | Friend (Live Version at 東京国際フォーラム 2012.09.17)   | 安全地帯のカバー曲。ライブ音源。                                      |
| 2012年11月16日 | 愛してる (Live Version at 東京国際フォーラム 2012.09.17) | 高鈴のカバー曲。ライブ音源                                            |
| 2013年2月13日  | The Age Of The Cathedrals                                | Harmony Japan「ミュージカル「ノートルダム・ド・パリ」」イメージソング |
| 2013年2月20日  | New World                                                | レコチョクのみ先行配信。日本ミニアルバム「Can You Hear Me?」に収録。  |

#### 映像作品
| 発売日         | タイトル                                | 規格品番   | 形態 |
| -------------- | --------------------------------------- | ---------- | ---- |
| 2012年12月26日 | IU LOVE ONE ～New Year's Gift from IU～ | TOBF-5759  | DVD  |
| 2014年12月5日  | キレイな男夏祭り～Love is Beautiful～   | FRVA-00038 | DVD  |

#### タイアップ
| 年   | 楽曲                        | タイアップ |
| ---- | --------------------------- | --- |
| 2012 | Good Day (Japanese Version) | TBS「ツボ娘」3月度エンディング・テーマ 名古屋テレビ(メ～テレ)「ザキロバ」 3月度エンディング・テーマ 中京テレビ「サタメン!!!」3月度エンディング・テーマ 読売テレビ「音楽ノチカラ」 3月度エンディング・テーマ 朝日放送「MUSIC FILE」3月度1ヶ月間テーマ RKB毎日放送「チャートバスターズR」3月度マンスリー・アーティスト HTB北海道テレビ「エンプロ」3月度エンディング・テーマ BSジャパン「MADE IN BS JAPAN」3月度エンディング・テーマ |
| 2013 | The Age Of The Cathedrals   | Harmony Japan「ミュージカル「ノートルダム・ド・パリ」」イメージソング |
| 2013 | Beautiful Dancer            | 日本テレビ系 「ハッピーMusic」 エンディング |

### 台湾

#### ベストアルバム
| No. | 発売日        | タイトル                        | 規格品番      | 形態                            |
| --- | ------------- | ------------------------------- | ------------- | ------------------------------- |
| 1st | 2016年1月10日 | SMASH HITS                      | WMI5419694982 | 台湾特別盤 (CD+DVD+カレンダー)  |
| 2nd | 2018年9月18日 | SMASH HITS2:Stories Between U&I | WMI5419702813 | 台湾特別盤 (2CD+DVD+カレンダー) |

## 作詞作曲
ボーカリストとしてだけでなくIUは作詞、作曲とも積極的に行っており、シンガーソングライターとしての面貌も現れている。また、2015年の『CHAT-SHIRE』以来アルバムプロデュースも手がけている。

### 自作曲
- Dreaming[注 13]
- 내 손을 잡아（→私の手を握って）
- 길 잃은 강아지（→道に迷った子犬）
- 복숭아（→桃）
- 유애나송（→ユエナソング）[注 13]
- 예쁘다송（→Beautiful Song）[注 13]
- 싫은 날（→嫌な日）
- Voice Mail
- 금요일에 만나요
（→金曜日に会いましょう）
- 드라마（→ドラマ）
- 무릎（→膝）
- 푸르던（→The Shower）
- 안경（→眼鏡）
- 너（→You）
- 친구야 친구（→My Dear Friend）[注 13]
- 천년의 신곡（→千年の神曲）[注 13]
- Palette
- 정거장（→Next Stop）
- 그사람（→The Visitor）
- 러브레터（→Love Letter）
- 겨울잠（→Winter Sleep）

### 単独作詞
- 4AM
- 을의 연애（→負け組の恋愛）
- 기다려（→待って）
- 크레파스（→クレパス）
- 봄 사랑 벚꽃 말고
（→春、恋、桜の花じゃなくて）
- 마음（→心）
- 레옹（→LEON）
- 새 신발（→新しい靴）
- Zeze
- 스물셋（→twenty-three）
- Red Queen
- Twenty Three (Bounus Track)
- 밤편지（→夜の手紙）
- 이 지금（→dlwrlma）
- 팔레트（→Palette）
- 이런 엔딩（→Ending Scene）
- Black Out
- 마침표（→Full-stop）
- 그의 그대（→彼のあなた）
- 눈사람（→雪だるま）
- Dear moon
- 삐삐（→BBIBBI）
- Happy Ending[注 13]
- Unlucky
- Blueming
- 시간의 바깥（→Above the Time）
- 자장가（→Lullaby）
- Love poem
- 십이월 이십오일의 고백
（→12月25日の告白）
- Celebrity
- 라일락（→LILAC）
- Flu
- Coin
- 봄 안녕 봄（→Hi Spring Bye）
- 빈 컵（→Empty Cup）
- 아이와 나의 바다（→My Sea）
- 에필로그（→Epilogue）
- 스트로베리 문（→Strawberry Moon）
- Love wins all
- Shopper
- 홀씨（→Holssi）
- Shh..
- 관객이 될게（→I stan U）
- 바이, 썸머（→Bye summer）
- 기억사탕（→Remembrance Candy）

### 共同作詞
- 혼자 있는 방（→一人でいる部屋）
- 사랑니（→親知らず）
- 삼촌（→叔父）
- Teacher
- Everything’s Alright
- 크리스마스 소원（→クリスマスの願い）
- 사랑이 잘（→Can't Love You Anymore）
- 잼잼（→JamJam）
- 이름에게（→Dear Name）
- When You Fall
- 에잇（→eight）
- 돌림노래（→Troll）
- 어푸（→Ah Puh）
- Greedyy
- 사랑을 믿어요（→愛を信じます）

### 共同作曲
- 마음（→心）
- 레옹（→LEON）
- 스물셋（→twenty-three）
- 사랑이 잘（→Can't Love You Anymore）
- Blueming
- 에잇（→eight）
- Celebrity
- Coin
- 스트로베리 문（→strawberry moon）
- 홀씨（→Holssi）
- 바이, 썸머（→Bye summer）

### 楽曲提供
| 発売月     | アーティスト       | 楽曲                                      | 備考     |
| ---------- | ------------------ | ----------------------------------------- | -------- |
| 2017年11月 | Cherry B           | 그의 그대（→彼のあなた）                  | 単独作詞 |
| 2018年2月  | チョン・スンファン | 눈사람（→雪だるま）                       | 単独作詞 |
| 2018年4月  | ジェフィ           | Dear Moon                                 | 単独作詞 |
| 2018年12月 | サム・キム         | When You Fall                             | 共同作詞 |
| 2019年12月 | チョン・スンファン | 십이월 이십오일의 고백（→12月25日の告白） | 単独作詞 |
| 2020年6月  | JeA                | Greedyy                                   | 単独作詞 |
| 2021年5月  | チョン・スンファン | 러브레터（→ラブレター）                   | 自作曲   |
| 2024年10月 | Billlie            | 기억사탕（→Remembrance Candy）            | 単独作詞 |

## 公演

### 出演イベント
| 出演イベント | 出演イベント |
| 年           | 内容 |
| ------------ | --- |
| 2010         | - 9月15日 - eSport Festival（韓国） - 10月5日 - プロ野球 斗山ベアーズ戦 始球式（韓国） - 12月9日 - 第25回ゴールデンディスクアワード（韓国） - 12月15日 - MelOn Music Awards 2010（韓国） - 12月29日 - 2010 SBS歌謡大祭典（韓国） - 12月30日 - 2010 KBS歌謡大祭典（韓国） - 12月31日 - 2010 MBC歌謡大祭典（韓国） |
| 2011         | - 2月24日 - ドリームハイ スペシャルコンサート @アラムヌリ大劇場（韓国・高陽) - 4月25日 - アニメ映画「庭に出てきた雌鶏」制作発表会 @金湖芸術ホール（韓国） - 4月29日 - サムスン電子「Galaxy SII」発売イベント @COEX Square（韓国・ソウル） - 5月5日 - SBS Hope Sharing Concert - 5月7日 - プロサッカー サムスンVS全南ドラゴンズの試合 - 5月8日 - 2011 All That Skate ※フィギュアスケートショー - 5月12日 - 暻園大学祭 - 6月7日 - Seoul Osaka Music of Heart 2011 @京セラドーム（日本・大阪府） - 6月10日 - K-POP DREAM CONCERT 2011 @上岩洞ソウルワールドカップ競技場（韓国・ソウル） - 7月13日 - K-POP FESTIVAL MUSICBANK IN TOKYO @東京ドーム（日本・東京都） - 11月24日 - MelOn Music Awards 2011@オリンピック公園体操競技場（韓国・ソウル） - 12月10日 - 2011 KAA Awards（韓国） - 12月14日 - 2011 DongA Sports Awards @ロッテホテル（韓国・ソウル） - 12月29日 - 2011 SBS歌謡大祭典（韓国・ソウル） - 12月31日 - 2011 MBC歌謡大祭典 @光明スピードーム（韓国・光明） |
| 2012         | - 1月18日 - 2012アジアモデル賞授賞式 @オリンピック公園内オリンピックホール（韓国・ソウル） - 1月19日 - Seoul Music Awards 2011（韓国・ソウル） - 2月9日 - 同徳女子高校 卒業式（韓国・ソウル） - 2月22日 - 第1回GAONチャートK-POPアワード @ブルースクエア・サムソンカードホール（韓国・ソウル） - 3月3日 - 第14回 東京ガールズコレクション @横浜アリーナ（日本・神奈川県） - 3月11日 - K-Collection in Seoul @オリンピック公園体操競技場（韓国・ソウル） - 4月7日 - MBC Korean Music Wave in Bangkok 2012 @ラジャマンガラ・ナショナルスタジアム（タイ） - 5月4日 - 2012 SBS希望TV 祝賀公演 @オリンピック公園 88芝生（韓国・ソウル） - 6月23日 - K-POP FESTIVAL MUSICBANK IN HONGKONG @ワールドエキスポアリーナ（香港） - 7月12日 - 映画「10人の泥棒たち」VIP試写会 @メガテックスCOEX（韓国・ソウル） - 7月17日 - お台場合衆国 2012 めざましライブ @お台場合衆国MY BEAT スタジアム（日本・東京都） - 7月19日 - IU sings West Side Story @渋谷ヒカリエ内 東急シアターオーブ（日本・東京都） - 7月26日 - アニメーション映画「サミーのアドベンチャー2」マスコミ向け試写会 @龍山CGV（韓国・ソウル） - 9月1日 - 第2回 東京ガールズコレクション in 名古屋 2012 @ナゴヤドーム（日本・愛知県） - 9月8日 - 坡州フォークフェスティバル @臨津閣平和ヌリ公園（韓国・坡州） - 9月9日 - Incheon K-POP Concert 2012 @仁川文鶴競技場（韓国・仁川） - 9月9日 - 勇敢な奴ら 寄付コンサート「勇気百倍」@延世大学 露天劇場（韓国・ソウル） - 9月25日 - IU×LUMINE EST LET'S GO NEWSHOPキャンペーン スペシャルトークショー @ルミネエスト新宿8F（日本・東京都） - 10月18日 - K-POP Paradise 2012 in OKINAWA @沖縄セルラースタジアム那覇（日本・沖縄県） - 11月8日 - 2012 大学歌謡祭 @MBCドリームセンター（韓国・京畿道） - 11月11日 - 2012 愛分かち合いコンサート@オリンピック公園体操競技場（韓国・ソウル） - 12月29日 - 2012 SBS歌謡大祭典 @高麗大学ファジョン体育館（韓国・ソウル） |
| 2013         | - 1月20日 - チェ・ベクホ アルバムリリース記念コンサート @ブルースクエア・サムスンカードホール（韓国・ソウル） - 3月4日 - 「最高です！スンシンちゃん」制作発表会 @プラザホテル（韓国・ソウル） - 6月15日 - 11番街「2013 私は父だ」キャンプ大会 @加平郡ジャラ島オートキャンプ場（韓国・京畿道） - 7月21日 - 希望と愛の分かち合い 開かれた音楽会 @グランドハイアットソウル（韓国・ソウル） - 8月28日 - IU Ready!!（先行試聴イベント）@東京FMホール（日本・東京都） - 8月29日 - IU Ready!!（先行試聴イベント）@ABCホール（日本・大阪府） - 8月30日 - IU Ready!!（先行試聴イベント）@ELL（日本・愛知県） - 8月31日 - IU Ready!!（先行試聴イベント）@イムズホール（日本・福岡県） - 9月3日 - 第40回韓国放送大賞 @KBSホール（韓国・ソウル） - 9月21日 - 『Monday Afternoon』購入者イベント ショルダータッチ会 @ビッグサイトTFTホール300（日本・東京都） - 9月22日 - 『Monday Afternoon』購入者イベント ショルダータッチ会 @ATCホール Dホール（日本・大阪府） - 9月23日 - 『Monday Afternoon』購入者イベント ショルダータッチ会 @ダイアモンドホール（日本・愛知県） - 10月13日 - 2013ソウル多文化祝祭 @ソウル広場特設ステージ（韓国・ソウル） - 11月1日 - 第50回大鐘賞映画祭 @KBSホール（韓国・ソウル） - 11月14日 - 2013 MelOn Music Awards @オリンピック公園体操競技場（韓国・ソウル） - 11月17日 - 2013 ホ・ガクコンサートTHE VOICE @延世大学校ペクヤンコンサートホール（韓国・ソウル） - 11月18日 - 「キレイな男」制作発表会 @インペリアルパレスホテル（韓国・ソウル） - 11月18日 - 2013大韓民国大衆文化芸術賞 @オリンピック公園オリンピックホール（韓国・ソウル） - 12月27日 - 2013 KBS歌謡大祝祭（韓国・ソウル） |
| 2014         | - 2月12日 - GAONチャートK-POPアワード @オリンピック公園体操競技場（韓国・ソウル） - 3月19日 -「SHOW CHAMPION」100回特集イベント @ビッマル放送支援センター（韓国・京畿道） - 6月13日 -「キレイな男」来日記者会見（日本） - 6月14日 -「キレイな男」日本初放送記念ファンミーティング @東京国際フォーラム ホールA（日本・東京都） - 7月8日 - ミュージカル「ブロードウェイ24番街」オープニングイベント @芸術の殿堂（韓国・ソウル） - 7月19日、20日 - キレイな男 夏祭り～Love is Beautiful～ @幕張メッセ（日本・千葉県） - 8月10日 - KCON 2014（M COUNTDOWN What's up LA）＠ロサンゼルス メモリアルスポーツアリーナ（アメリカ） - 8月22日 - KBSラジオハッピーFM「夜を忘れたあなたへ」50周年記念コンサート「Rememer50」@The K Hotel（韓国・ソウル） - 8月23日、24日 - Vibe&IU 'SomeDay of AUgust' Concert @延世大学 野外劇場（韓国・ソウル） - 9月21日 - MELODY FOREST CAMP @加平郡ジャラ島（韓国・京畿道） - 9月29日 - 映画「私の愛、私の花嫁」VIP試写会 @ロッテシネマ建大入口店（韓国・ソウル） - 10月16日 - SONY 新製品公開イベント @THE WESTIN CHOSUNホテル（韓国・ソウル） - 10月18日 - ソ・テジ カムバックコンサート 'Christmalowin' @蚕室メインスタジアム（韓国・ソウル） - 10月19日 - 2014 K-POP World Festival in Changwon @昌原総合運動場（韓国・昌原） - 11月13日 - 2014 MelOn Music Awards @オリンピック公園 体操競技場（韓国・ソウル） - 12月03日 - 2014 Mnet Asian Music Awards @AsiaWorld-Expo（香港） - 12月19日 - PSY 年末コンサート 'オールナイトスタンド 2014' @オリンピック公園 体操競技場（韓国・ソウル） |
| 2015         | - 2月2日 - 映画「セシボン」VIP試写会 @CGV永登浦店（韓国・ソウル） - 2月15日 - eスポーツ大会「SBENU STARLEAGUE」決勝戦イベント @蚕室学生体育館（韓国・ソウル） - 4月10日 - 眞露「チャミスル」イベント＠弘大（韓国・ソウル） - 4月26日 - メキシカーナチキン 野球場イベント @水原総合運動場野球場（韓国・京畿道） - 5月11日 - 「プロデューサー」制作発表会 @THE RAUM（韓国・ソウル） - 5月15日 - ISOIイベント @弘大（韓国・ソウル） - 5月27日 - SONY 新製品発売イベント @マリオット東大門スクエアソウル（韓国・ソウル） - 6月23日 - 映画「延坪海戦」VIP試写会 @MEGABOX COEX店（韓国・ソウル） - 8月1日 - ビールブランド「hite」'夏が何だってフェスティバル' @海雲台海水浴場（韓国・釜山） - 8月13日 - 「無限に挑戦」嶺東高速道路歌謡祭 @平昌冬季五輪スキージャンプ競技場（韓国・平昌） - 8月29日 - 「プロデューサー」ファンミーティング in 上海 @メルセデス・ベンツ・アリーナ（上海） - 9月19日 - 2015 MELODY FOREST CAMP @加平郡ジャラ島（韓国・京畿道） - 10月5日 - SONY「h.ear」シリーズ発売記念イベント @ウェスティン朝鮮ホテル（韓国・ソウル） - 10月18日 - THE STORY by JONGHYUN @SMTOWN THEATRE（韓国・ソウル） - 10月29日 - 2015大韓民国大衆文化芸術賞 授賞式 @国立劇場ヘオルム劇場（韓国・ソウル） - 11月6日 - 『CHAT-SHIRE』発売記念ファンサイン会 @ロッテワールドモール アトリウム広場（韓国・ソウル） - 11月28日 - 眞露「チャミスル」イスルミニコンサート @慶星大学イスルポチャ（韓国・釜山） - 12月23日 - 弘大文化フェスティバル 眞露「チャミスル」ミニコンサート @KT＆G弘大サンサンマダン前（韓国・ソウル） - 12月27日 - 2015 SBS歌謡大祭典 @COEX Dホール（韓国・ソウル） |
| 2016         | - 2月4日 - 映画「空と風と星の詩人 ～尹東柱の生涯～」VIP試写会 @MEGABOX COEX店（韓国・ソウル） - 4月5日 - SONY「h.ear」シリーズ発売記念イベント @ウェスティン朝鮮ホテル（韓国・ソウル） - 7月25日 - SONY「SRS-ZR」シリーズ発売記念ファンサイン会 @IFCモール（韓国・ソウル） - 8月18日 - 映画「犯罪の女王」VIP試写会 @MEGABOX COEX店（韓国・ソウル） - 8月24日 -「麗〜花萌ゆる8人の皇子たち〜」制作発表会 @インペリアル・パレスホテル（韓国・ソウル） - 9月21日 - SONY「MDR-1000X」発売記念イベント @ザ・プラザホテル（韓国・ソウル） - 12月9日 - THE MOMNET OF SEULONG 1st Concert @HYUNDAI CARD UNDER STAGE（韓国・ソウル） - 12月31日 - 2016 SAF SBS演技大賞 @SBS上岩プリズムタワー（韓国・ソウル） |
| 2017         | - 1月8日 - 2016-17 LEE JOON GI ASIA TOUR "THANK-YOU" @ICC 台北国際会議中心（台北） - 4月21日 -『Palette』発売記念鑑賞会 @新韓カードFANスクエアライブホール（韓国・ソウル） - 4月30日 -『Palette』発売記念ファンサイン会 @三成洞COEX（韓国・ソウル） - 6月3日 - ハ・ドンギュン 2017 コンサート〈Night: the First〉（韓国） - 6月10日 - G-DRAGON 2017 WORLD TOUR〈ACT III, M.O.T.T.E〉@上岩ワールドカップスタジアム（韓国・ソウル） - 6月28日 - 映画「リアル」VIP試写会 @CGV 往十里（韓国・ソウル） - 6月30日 - 曽坪13空挺旅団40周年記念行事 慰問公演（韓国・忠清北道） - 8月3日 - 2017 海雲台サマーフェスティバル ＠海雲台イベント広場 ハイトエスクトラコールド メインステージ（韓国・釜山） - 7月28日 - 保寧マッドフェスティバル @大川海水浴場（韓国・忠清南道） - 8月4日 - 2017 PSY びっしょりショー 'SUMMER SWAG' @蚕室総合運動場内補助競技場（韓国・ソウル） - 8月7日 - 映画「ミッドナイト・ランナー」VIP試写会 @ロッテシネマ・ワールドタワー店（韓国・ソウル） - 9月20日 - SONY 新製品発売イベント @JWマリオット東大門スクエア・ソウル（韓国・ソウル） - 10月7日、8日 - G-DRAGON 2017 WORLD TOUR〈ACT III, M.O.T.T.E〉IN TAIPEI @台北南港展覧館（台北） - 11月4日 - EPIK HIGH COMEBACK CONCERT @漢南洞 ブルースクエア・サムソンカードホール（韓国・ソウル） - 11月18日 - ホ・ガク コンサート '公演ガク' @誠信女子大学 雲庭グリーンキャンパス大講堂（韓国・ソウル） - 12月2日 - 2017 MelOn Music Award @高尺スカイドーム（韓国・ソウル） - 12月25日 - 2017 SBS歌謡大祭典 @高尺スカイドーム（韓国・ソウル） |
| 2018         | - 1月10日 - 第32回 ゴールデンディスクアワード @KINTEX（韓国・高陽） - 2月14日 - 第7回 GAON CHART MUSIC AWARDS @蚕室室内体育館（韓国・ソウル） - 2月26日 - 映画「リトル・フォレスト」VIP試写会 @三星洞MEGABOX COEX店（韓国・ソウル） - 3月15日 -「ニューバランス 574グレー」ローンチパーティー @三洞ALVAR CAFFE（韓国・ソウル） - 4月11日 -「私のおじさん」記者懇談会 @タイムスクエア・アモリスホール（韓国・ソウル） - 5月23日 - SONY 新製品発売イベント @ウェスティン朝鮮ホテル（韓国・ソウル） - 7月14日 - ユン・ミレ 単独コンサート 'YOONMIRAE' @奨忠体育館（韓国・ソウル） - 8月3日 - 2018 海雲台サマーフェスティバル @海雲台イベント広場 ハイトエスクトラコールド メインステージ（韓国・釜山） - 8月4日 - 2018 PSY びっしょりショー 'SUMMER SWAG' @蚕室総合運動場内補助競技場（韓国・ソウル） - 8月11日 - ZICO 単独コンサート 'King Of the Zungle TOUR in Seoul' @オリンピック公園SKハンドボール競技場（韓国・ソウル） - 9月9日 - New Balance 2018 RUN ON SEOUL @汝矣島公園 文化の庭（韓国・ソウル） - 9月20日 - SONY 新製品発売イベント @JWマリオット東大門スクエア・ソウル（韓国・ソウル） - 10月13日 - 2018 APAN STAR AWARDS @慶煕大学 平和の殿堂（韓国・ソウル） - 10月14日 - チョン・ウンジ(Apink) 単独コンサート '暳花駅' @延世大学 大講堂（韓国・ソウル） - 10月20日 - CNP Cosmetics ブランド発表会（中国・北京） - 11月2日 - ニューバランスファンイベント @New Balance 弘大フラグシップストア（韓国・ソウル） - 11月28日 - 2018 Asia Artist Awards @仁川パラダイスシティアートスペースプラザ（韓国・仁川） |
| 2019         | - 2月14日 - 金堤女子高等学校 卒業式（韓国・金堤市） - 3月27日 -「ペルソナ」制作報告会 @コンラッドホテルソウル（韓国・ソウル） - 5月1日 - 第55回 百想芸術大賞 @三城洞COEX（韓国・ソウル） - 5月17日 - 延世大学校学園祭AKARAKA - 7月8日 - 「ホテルデルーナ」制作発表会 @インペリアルパレス（韓国・ソウル） - 11月28日 -『Love poem』発売記念ファンサイン会 @永登浦タイムズスクエア1階 ウォンヒョンムデ（韓国・ソウル） - 12月16日 - tvN 楽しさ展 2019 @東大門デザインプラザ（韓国・ソウル） - 12月31日 - CRUSH CONCERT 'RUSH ON YOU : FROM MIDNIGHT TO SUNRISE' @SKオリンピックハンドボール競技場（韓国・ソウル） |
| 2020         | - 2月20日 - GUCCI Milano Fashion Week Fall/Winter 2020/21（イタリア・ミラノ） - 6月5日 - 第56回百想芸術大賞 @KINTEX（韓国・高陽） |
| 2021         | - 1月9日 - 第35回ゴールデンディスクアワード @KINTEX（韓国・高陽） - 12月4日 - Melon Music Awards 2021（韓国） |
| 2022         | - 1月8日 - 第36回ゴールデンディスクアワード @高尺スカイドーム（韓国） - 5月10日 - 「ベイビー・ブローカー」制作報告会 @CGV 龍山アイパークモール（韓国） - 5月27日～29日 - 第75回カンヌ国際映画祭（フランス・カンヌ） - 5月31日 - 「ベイビー・ブローカー」試写会プレミア @CGV 龍山アイパークモール（韓国） - 6月2日 - 「ベイビー・ブローカー」VIP試写会 @CGV龍山アイパークモール（韓国） - 6月11日〜12日、18日〜19日 - 「ベイビー・ブローカー」舞台挨拶（韓国） - 6月26日 - 「ベイビー・ブローカー」来日舞台挨拶 @TOHOシネマズ 六本木ヒルズ（日本・東京都） - 6月26日 - 「ベイビー・ブローカー」来日舞台挨拶 @ユナイテッド・シネマ豊洲（日本・東京都） - 6月26日 - 「ベイビー・ブローカー」来日舞台挨拶 @109シネマズ二子玉川（日本・東京都） - 9月23日 - MILANO FASHION WEEK 2023SS (イタリア・ミラノ） - 10月2日 - 2022 RUN ON SEOUL Women's @汝矣島公園 (韓国） - 10月7日~8日 - 第27回釜山国際映画祭 GV/オープントークイベント @センタムシティ・ソヒャンシアター (韓国・釜山) |
| 2023         | - 3月30日 - 「ドリーム」制作報告会 @メガボックス聖水店MX館 (韓国) - 4月17日 - 「ドリーム」マスコミ試写会 @メガボックスCOEX (韓国) - 4月24日 - 「ドリーム」VIP試写会 @メガボックスCOEX (韓国) - 4月26日 - 「ドリーム」舞台挨拶 @メガボックスCOEX - 4月28日 - 第59回百想芸術大賞 @パラダイスシティ (韓国) - 4月29日 - 「ドリーム」舞台挨拶 @メガボックスCOEX、ロッテシネマワールド、CGV往十里、CGV龍山アイパークモール (韓国) - 4月30日 - 「ドリーム」舞台挨拶 @メガボックス木浦、CGV永登浦、ロッテシネマ金浦空港、ロッテシネマ永登浦 (韓国) - 5月1日 - 「ドリーム」舞台挨拶 @CGV松坡、CGV강변、メガボックスCOEX (韓国) - 9月2日 - イスルライブフェスティバル (韓国) - 9月17日 - ウリモモコン (韓国) - 10月13日 - 「IU CONCERT：THE GOLDEN HOUR」舞台挨拶 @CGV龍山アイパークモール、CGV往十里 (韓国) - 11月19日 - J.ESTINA ポップアップストアオープン記念イベント・ファンサイン会 @ロッテアベニューエル・ワールドタワー店 (韓国) |
| 2024         | - 1月12日 - GUCCI MEN'S FALL WINTER 2024 FASHION SHOW (イタリア・ミラノ) - 2月1日 - ESTEE LAUDER ポップアップストアオープンイベント (韓国) - 8月7日 - ESTEE LAUDER ポップアップストアオープンイベント @ロッテ百貨店アベニューエル蚕室店 (韓国) - 9月7日 - イスルライブフェスティバル (韓国) |

## 出演

### 映画
| タイトル                           | エピソード | 役                       | 公開年 | 備考                                                   |
| ---------------------------------- | ---------- | ------------------------ | ------ | ------------------------------------------------------ |
| サミーとシェリー2 僕らの脱出大作戦 | -          | エラ                     | 2012年 | ベルギーとフランスの合作アニメーション映画の韓国版声優 |
| リアル                             | -          | 授賞式助手（カメオ出演） | 2017年 | スクリーンデビュー作品                                 |
| ペルソナ -仮面の下の素顔-          | ラブセット | IU（主演）               | 2019年 | Netflixオリジナル作品、初主演作品                      |
| ペルソナ -仮面の下の素顔-          | コレクター | ウン（主演）             | 2019年 | Netflixオリジナル作品、初主演作品                      |
| ペルソナ -仮面の下の素顔-          | キスの罪   | ハンナ（主演）           | 2019年 | Netflixオリジナル作品、初主演作品                      |
| ペルソナ -仮面の下の素顔-          | 夜の散歩   | ジウン（主演）           | 2019年 | Netflixオリジナル作品、初主演作品                      |
| 夜明けの詩                         | -          | ミヨン                   | 2021年 | 2019年に第20回全州国際映画祭で初公開                   |
| ベイビー・ブローカー               | -          | ムン・ソヨン             | 2022年 | 是枝裕和監督初の韓国映画。                             |
| ドリーム 〜狙え、人生逆転ゴール!〜 | -          | イ・ソミン（主演）       | 2023年 | 初主演劇場作品                                         |
| IU CONCERT: The Golden Hour        | -          | -                        | 2023年 | 初のコンサート映画                                     |
| IU CONCERT: THE WINNING            | -          | -                        | 2025年 | コンサート映画                                         |

### テレビドラマ
| タイトル                               | 役                           | 放送局  | 放送期間                      | 備考          |
| -------------------------------------- | ---------------------------- | ------- | ----------------------------- | ------------- |
| ドリームハイ                           | キム・ピルスク               | KBS2    | 2011年1月3日 - 2011年2月28日  | デビュー作    |
| ドリームハイ２                         | キム・ピルスク               | KBS2    | 2012年1月30日                 | 第1話特別出演 |
| サンショウウオ導師と恋まじない         | ウォンサムの財布を盗んだスリ | SBS     | 2012年3月2日                  | 第6話特別出演 |
| 最高です! スンシンちゃん               | イ・スンシン                 | KBS2    | 2013年3月9日 - 2013年8月25日  | 主演          |
| キレイな男                             | キム・ボトン                 | KBS2    | 2013年11月20日 - 2014年1月9日 | 主演          |
| プロデューサー                         | シンディ                     | KBS2    | 2015年5月15日 - 2015年6月20日 | 主演          |
| 麗～花萌ゆる8人の皇子たち～            | ヘ・ス、コ・ハジン           | SBS     | 2016年9月29日 - 2016年11月1日 | 主演          |
| マイ・ディア・ミスター～私のおじさん～ | イ・ジアン                   | tvN     | 2018年3月21日 - 2018年5月17日 | 主演          |
| ホテルデルーナ ～月明かりの恋人～      | チャン・マンウォル           | tvN     | 2019年7月13日 - 2019年9月1日  | 主演          |
| おつかれさま                           | オ・エスン、ヤン・クムミョン | Netflix | 2025年3月7日配信              | 主演          |
| 21世紀の大君夫人（仮題）               | ソン・ビジュ                 | MBC     | 2025年下半期 (予定)           | 主演          |

### テレビ番組
| タイトル               | 放送局 | 放送期間                      | 備考   |
| ---------------------- | ------ | ----------------------------- | ------ |
| 豪快ガールズ           | SBS    | 2010年7月18日 - 2011年5月1日  | 全40回 |
| キム・ヨナのKiss & Cry | SBS    | 2011年5月22日 - 2011年8月21日 | 全14回 |
| ヒョリの民宿           | JTBC   | 2017年6月25日 - 2017年9月24日 | 全14回 |

#### MC
| タイトル                            | 放送局   | 放送期間                       | 備考                                                 |
| ----------------------------------- | -------- | ------------------------------ | ---------------------------------------------------- |
| 아이유의 스타포유 (IU STAR FOR YOU) | MBC GAME | 2009年7月16日 - 2009年8月28日  | 全14回                                               |
| GOMTV ミュージックチャートショー    | GOMTV    | 2009年 - 2010年                | 全27回                                               |
| 第28回MBC 創作童謡祭                | MBC      | 2010年5月5日                   | -                                                    |
| SBS人気歌謡                         | SBS      | 2011年3月20日 - 2011年11月13日 | チョ・グォン (2AM)、ソルリ、イ・ギグァン (HIGHLIGHT) |
| SBS人気歌謡                         | SBS      | 2011年11月20日 - 2012年5月27日 | ク・ハラ、ニコル                                     |
| SBS人気歌謡                         | SBS      | 2012年8月26日 - 2012年12月2日  | イ・ジョンソク                                       |
| SBS人気歌謡                         | SBS      | 2012年12月16日 - 2013年7月28日 | グァンヒ (ZE:A)、イ・ヒョヌ                          |
| 2011 SBS歌謡大祭典                  | SBS      | 2011年12月29日                 | ペ・スジ、チョン・ギョウンと共同MC                   |
| TV50年芸能ロード                    | KBS2     | 2011年12月30日                 | -                                                    |
| 最強連勝クイズショーQ               | MBC      | 2012年8月19日 - 2012年12月28日 | 全20回、パク・ミョンス、ソン・ボムスと共同MC         |
| トレイリレーソング                  | KBS2     | 2014年9月8日                   | -                                                    |
| 2015 SBS歌謡大祭典                  | SBS      | 2015年12月27日                 | シン・ドンヨプと共同MC                               |
| 2017 SBS歌謡大祭典                  | SBS      | 2017年12月25日                 | ユ・ヒヨルと共同MC                                   |

#### ゲスト出演
| ゲスト出演番組                                      | ゲスト出演番組 | ゲスト出演番組 | ゲスト出演番組 |
| 番組名                                              | 放送局         | 韓国放送日 | 備考 |
| --------------------------------------------------- | -------------- | --- | --- |
| スターゴールデンベル                                | KBS2           | 2009年5月2日、6月13日、8月22日、11月21日 2010年9月11日 | #235,240,249,262 #18（シーズン2）                                                                                      |
| ユ・ヒヨルのスケッチブック                          | KBS2           | 2009年7月3日 2010年1月1日、11月5日、11月12日、11月19日、12月3日 2011年3月11日、6月3日、7月22日、12月16日、12月23日 2012年5月25日 2013年8月16日、10月11日 2014年9月12日 2017年5月31日 2018年6月2日 2020年9月18日 2021年4月2日 | #10 #34,73,74,75,76 #88,100,106,125,126 #146 #199,206 #242 #362 #400 #509 #535                                         |
| 挑戦 1000曲                                         | SBS            | 2009年7月19日 2010年9月21日、9月22日 | #64 秋夕特集 |
| キム・ジョンウンのチョコレート                      | SBS            | 2009年12月5日 2010年2月27日、7月25日、10月10日、12月19日 | #81 #91,105,116,126 |
| 세바퀴（セバキィ）                                  | MBC            | 2009年12月19日 2010年8月7日 2011年4月2日、12月10日 2012年9月8日 2013年10月19日 | #37 #64 #97,133 #168 #224                                                                                              |
| Director's Cut2                                     | Mnet           | 2009年12月21日 | #9 |
| 音楽旅行 ラララ                                     | MBC            | 2010年1月27日、6月23日 | #56,72 |
| ゾルチンノート3                                     | SBS            | 2010年2月5日 | #61 |
| クイズ！六感対決                                    | SBS            | 2010年2月7日 | #135 |
| A-LIVE キム・ヒョンソクの屋根裏部屋                 | Mnet           | 2010年3月22日 | #1 |
| 世界を変えるクイズショー                            | MBC            | 2010年8月7日 2011年12月10日 | |
| 無限に挑戦                                          | MBC            | 2010年9月11日 2011年1月1日 2015年7月4日、7月11日、7月18日、7月25日、8月1日、8月8日、8月22日 | #215（パク・ミョンスのゲリラコンサートin地産特集） #230（年末調整特集） #435,436,437,438,439,440,441（無限挑戦歌謡祭） |
| 危機脱出ナンバーワン                                | KBS2           | 2010年9月13日 | #256 |
| 秋夕特集2010 スターダンス大激突、青春アルカギ帝王伝 | MBC            | 2010年9月23日 | 特別番組 |
| 音楽倉庫                                            | KBS2           | 2010年10月20日 | #23 |
| 스타킹                                              | SBS            | 2010年10月30日 | #187 ポール・ポッツと共演                                                                                              |
| 強心臓                                              | SBS            | 2010年11月9日、11月16日 2011年12月20日、12月27日 2012年5月22日、5月29日 | #51,52 #109,110 #131,132                                                                                               |
| 国民トークショー アンニョンハセヨ                   | KBS2           | 2010年11月29日 2011年12月26日 2013年10月14日 | #4 #55 #145 |
| 아이콘（アイコン）                                  | MBC            | 2010年12月18日 | #7 |
| 2011 旧正月特集アイドルスター陸上・水泳選手権大会   | MBC            | 2011年2月5日 | 特別番組 |
| 共感トークショー 遊びに来て                         | MBC            | 2011年3月14日、4月11日 2012年1月16日 | #329,333 #327 |
| ウェルカム・トゥ・ザSHOW                            | SBS            | 2011年3月16日 | |
| 真夜中のTV芸能                                      | SBS            | 2011年3月17日 | |
| 面白いクイズクラブ                                  | SBS            | 2011年3月21日 | #1 特別MC |
| ラジオスター                                        | MBC            | 2011年3月23日、3月30日、4月6日 | #224,225,226 |
| 밤이면 밤마다（夜になれば）                         | SBS            | 2011年4月4日 | #21 |
| ハッピートゥゲザー3                                 | KBS2           | 2011年4月7日、12月22日 2012年9月20日 2013年5月2日、10月31日 2017年6月1日 | #192,229 #266 #297,323 #501                                                                                            |
| ニュー！日曜日は楽しい－ランニングマン              | SBS            | 2011年5月15日 2012年1月15日、5月27日、6月3日 2013年10月20日 | #43 #77,96,97 #168 |
| 不朽の名曲2：伝説を歌う                             | KBS2           | 2011年6月4日 | #1 |
| 달고나（ダルゴナ）                                  | SBS            | 2011年6月10日 | #7 |
| ニュースルーム                                      | JTBC           | 2011年12月1日 2018年1月17日 | |
| キム・スンウの常勝疾走                              | KBS2           | 2011年12月13日 | #93 |
| 1億クイズショー                                     | SBS            | 2012年1月13日 | #2 |
| イ・ソラの第二プロポーズ                            | KBS JOY        | 2012年1月17日 | #36 |
| 正月特集 世子嬪プロジェクト - 王室の復活            | KBS2           | 2012年1月23日 | 特別番組 |
| 正月特集 俳優ポップスター                           | SBS            | 2012年1月24日 | 特別番組 |
| ハッピーMUSIC                                       | 日本テレビ系   | 2012年3月24日、7月28日 | 日本のTV番組。 |
| MUSIC JAPAN                                         | NHK総合        | 2012年4月8日、8月26日 | 日本のTV番組。 |
| ヒーリングキャンプ                                  | SBS            | 2012年5月7日 2014年7月7日、7月14日 | #42 #140,141 |
| スター人生劇場 T-ARA編                              | KBS2           | 2012年7月11日 | ジヨン (T-ARA) と再共演                                                                                                |
| オリエンタルラジオのツギクルッ!                     | MUSIC ON! TV   | 2012年7月16日 - 20日 | 日本のTV番組。全5回。                                                                                                  |
| musicるTV                                           | テレビ朝日系   | 2012年7月17日 | 日本のTV番組。 |
| 芸能街中継                                          | KBS2           | 2012年9月1日 2013年3月9日、10月12日 2017年4月29日 | |
| リモコン                                            | MBC MUSIC      | 2012年10月17日 | #21 |
| GO Show                                             | SBS            | 2012年11月2日 | |
| 勝負の神                                            | MBC            | 2012年11月11日、11月18日 | #1184,1185 |
| 話神－心を支配する者                                | SBS            | 2013年7月23日 | #22 |
| マンマミーア                                        | KBS2           | 2013年8月11日 | #18 |
| ビタミン                                            | KBS2           | 2013年10月9日 | #506 MC |
| SBSテレビ芸能                                       | SBS            | 2013年10月23日 | |
| 僕らの日曜の夜－リアル入隊プロジェクト本物の男      | MBC            | 2013年10月27日 | 海軍編 ナレーションを担当                                                                                              |
| 週刊アイドル                                        | MBC every1     | 2013年11月6日 | #121 |
| ピクニックライブ 遠足                               | MBC MUSIC      | 2013年11月11日 2017年5月11日、5月18日、6月1日 | #23 #104,105,107 |
| 本物は誰だ！～HIDDEN SINGER2                        | JTBC           | 2013年11月27日 | #7 |
| ママド                                              | KBS2           | 2014年1月16日 | #15 |
| セクションTV芸能通信                                | MBC            | 2014年1月21日、2月2日 | |
| 2014 ソチオリンピック特集- アディオス クイーン ヨナ | KBS2           | 2014年2月21日 | ナレーションを担当 |
| 音楽旅行 イエスタデイ                               | MBC            | 2014年3月1日、3月8日 | #3,4 |
| Get it beauty                                       | On Style       | 2014年3月6日 | #1 ユ・インナと再共演                                                                                                  |
| オレは男だ                                          | KBS2           | 2014年8月8日 | #1 |
| 一夜のTV芸能                                        | SBS            | 2015年1月28日、2月18日 | |
| 小年夜春晩                                          | 湖南衛星TV     | 2016年2月2日 | 中国のTV番組。 |
| 私のマネーパートナー：隣のCEOたち                   | MBC            | 2016年2月5日 | |
| 開かれた音楽会                                      | KBS1           | 2016年11月27日 | #1129 |
| コンノリペ                                          | SBS            | 2016年12月4日 | #14 |
| ファンタスティック・ドゥオ ２                       | SBS            | 2017年5月28日、6月4日 | #9,10 PSYと共演 |
| 格好よく食べよう                                    | SBS            | 2018年9月7日、9月14日 | #1,#2 |
| 知ってるお兄さん                                    | JTBC           | 2018年10月20日、10月27日 | #150,151 イ・ジュンギと再共演                                                                                          |
| 会話の喜び                                          | KBS 2TV        | 2018年10月27日 | #8 |
| あなたの歌は                                        | JTBC           | 2019年1月17日、1月31日 | #1,2 |
| 車輪のついた家                                      | tvN            | 2020年7月23日、7月30日 | #7,8 ヨ・ジングと再共演                                                                                                |
| 秋夕特別企画ドキュメンタリー「森よ森よ」            | KBS1           | 2020年10月3日 | 特別番組 |
| ON & OFF                                            | tvN            | 2020年10月10日 | #22 ジヨン (T-ARA) と再共演                                                                                            |
| ユ・クイズ ON THE BLOCK                             | tvN            | 2021年3月31日 | #100 |

### ミュージックビデオ
- K.Will「입이 떨어지지 않아서（→話せなくて）」（2011年）
- K.Will「가슴이 뛴다（→胸がときめく）」（2011年）
- Sunny Hill「Midnight Circus」（2011年）
- EPIK HIGH feat. CRUSH「술이 달다（→LOVE DRUNK）」（2019年）

## 広告

### CM
韓国

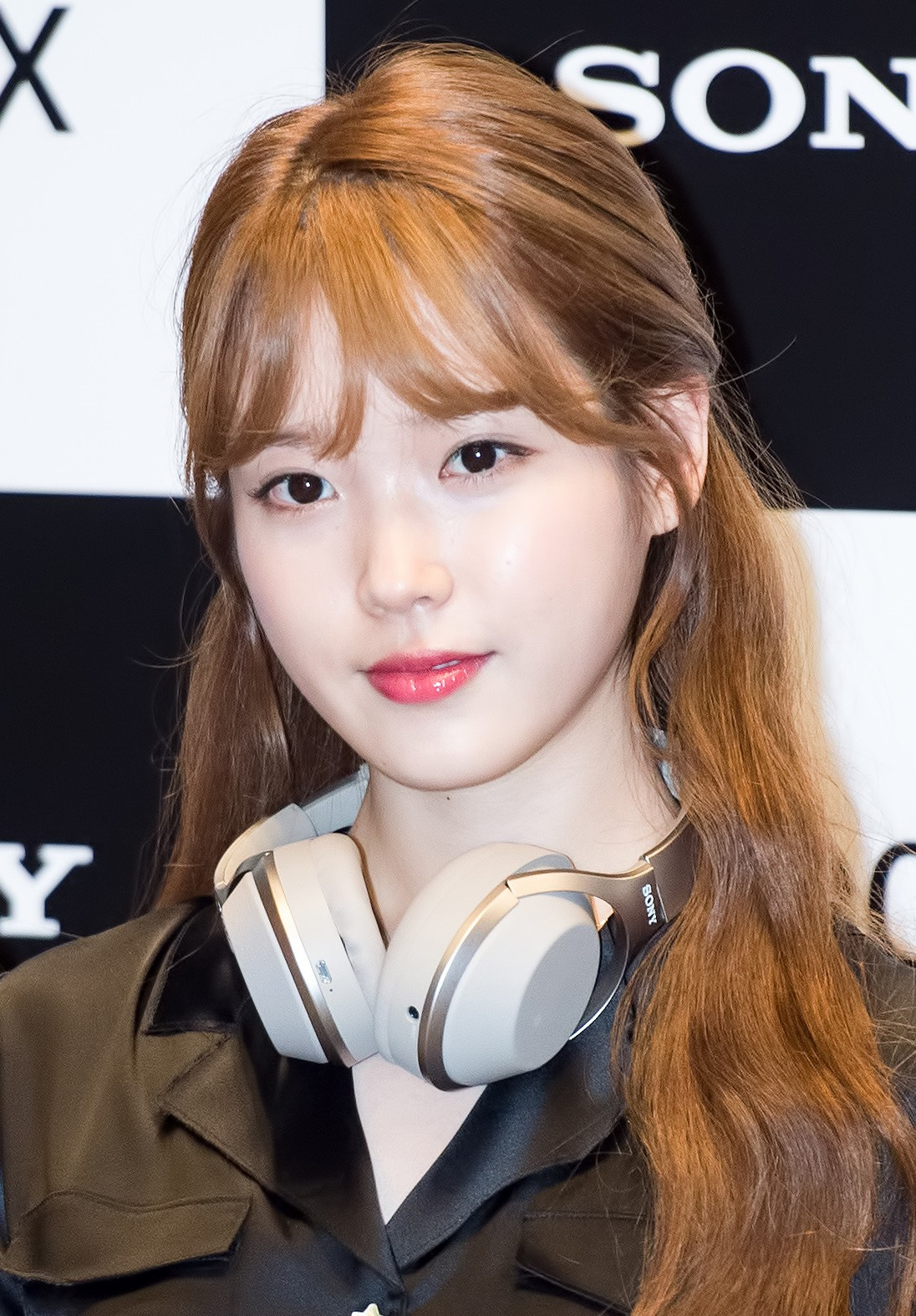
SONY新製品発売イベントにて（2017年）

- NEXON Korea『ダンジョンアンドファイター』（2009年7月、2014年1月）
- オリオン『투유 발렌타인』（2010年）
- クラウン製菓『マイチュウ』（2010年10月 - 2011年）
- Ntreev Soft『馬と私の物語 アリシア』（2010年11月 - 2011年）
- ユニオンベイ （2010年11月 - 2011年、2015年1月）
- インディエフ『예스비(ysb)』（2010年12月 - 2011年）
- shu uemura（2010年12月 - 2011年）
- メキシカーナチキン（2011年 - 2015年）[233]
- Elite（2011年1月 - 2013年）
- ルコックスポルティフ (2011年1月 - 2012年)
- SKテレコム（2011年4月 - 9月）
- サムスンTESCO『ホームプラス』（2011年3月）
- サムスン電子（2011年4月 - 2012年、2019年）
- S-Oil（2011年5月 - 2012年）
- 南陽乳業『ブルガリスヨーグルト』（2011年7月 - 2012年）
- Hyundai『バスコンサート』（2011年8月） ※企業キャンペーン
- The Same（2012年1月 - 2013年）
- 農心『カルグクス』『ブラック辛ラーメン』（2012年3月 - 5月）
- 慶南製薬『レモナ』（2012年3月）
- GUESS『G by GUESS』（2012年）
- NCSOFT 『タワー オブ アイオン』（2012年12月 - 2013年）[234]
- SKプラネット『11番街』（2012年12月 - 2013年4月)
- NEXON『SUDDEN ATTACK』（2013年、2015年 - 2017年、2019年）
- ソニーコリア（2014年9月 - 2019年）
- SBENU（2014年11月）
- ハイト眞露『チャミスル』（2014年11月 - 2018年12月、2020年3月 - 現在）[78]
- isoi（2015年 - 2017年）
- 韓国ケーブルTV放送協会（2015年 - 2016年）
- CJハロービジョン（2015年 - 2016年）
- カカオゲームス（2016年6月 - 2017年）
- 京東製薬『クナレン』（2017年 - 2025年）
- 現代自動車『i30 디스커버리즈』（2017年）
- Maxim『マキシムモカゴールド シンプルラテ』（2017年）
- CNP Cosmetics（2017年 - 2023年）[235]
- ニューバランス（2018年、2021年 - 現在）[236]
- ロッテ製菓『モンシェル』『ガーナチョコレート』（2018年 - 2019年）
- サムスンカード（2018年 - 2021年）[237]
- J.ESTINA（2019年12月 - 現在）[238]
- VEDI VERO（2020年）[239]
- 済州サムダス（2020年 - 2024年）
- ピングレ『バナナウユ』（2020年）[240]
- Anipang 4（2020年）
- Wavve（2020年 - 2021年）[241]
- BlackYak（2021年1月 - 現在）[242]
- Banolim pizza（2021年2月 - 2022年）[243]
- evezary（2021年2月 - 現在）[244]
- カカオウェブトゥーン（2021年）[245]
- ウリ銀行グループ（2022年 - 現在）
- PEPSI（2022年 - 2024年） - 2022・2023・2024ペプシプロジェクトパートナー[246][247]
- ドミノ・ピザ（2023年）[248]
- Clalen (2023年 - 2024年)
- PURADAK CHICKEN（2025年 - 現在）

日本
- 新宿ルミネエスト リニューアルキャンペーン イメージキャラクター（2012年）[249]

中国
- QDSUH（2014年）[250]
- 韓都衣舎（hstyle）（2020年 - 2021年）

### 広報
- 麗水国際博覧会広報大使（2011年5月9日）
- 学校暴力予防広報大使（2012年2月10日）[251]
- 名誉警察巡査（2013年2月15日）
- 名誉警察巡査長（2014年11月6日-2016年11月5日）[252]
- 国税庁広報大使（2020年6月24日）[253]
- ミジャンセン短編映画祭 「悲情城市」名誉審査委員（2020年）[254]
- GUCCI アンバサダー（2020年 - 現在）
- ニューバランス グローバルアンバサダー（2021年 - 現在）
- エスティローダー グローバルアンバサダー（2024年 - 現在）[255]
- 仁川空港本部税関広報大使（2025年）

## 受賞歴

### 授賞式
| 授賞式 | 授賞式 |
| 年     | 内容 |
| ------ | --- |
| 2008   | - 文化体育観光部選定<今月の優秀新人音盤> - 11月優秀新人音盤EP「Lost And Found」 |
| 2010   | - 第48回 Cyworld Digital Music Awards - Song Of The Month（6月）『小言』 - 第17回 大韓民国芸能芸術賞 - 新世代歌手賞 - 第11回 大韓民国映像対戦 - 歌手部門フォトジェニック賞 - 第25回 ゴールデンディスクアワード - デジタル音源部門 本賞『小言』 - 2010 Melon Music Awards - TOP10 - SBS芸能大賞 - 芸能ニュースター賞、ベストチームワーク賞『豪快ガールズ』 - 第54回 Cyworld Digital Music Awards - Song Of The Month（12月）『Good Day』 |
| 2011   | - 第20回 ソウル歌謡大賞 - 本賞、デジタル音源賞『Good Day』 - 第5回 Mnet 20's Choice - ホットCFスター賞 - 韓国アドバタイザー協会 - 良いモデル賞 - 第4回 スタイル・アイコン・アワード - 本賞 - Mnet Asian Music Awards 2011 - 最優秀歌唱賞女性ソロ部門『Good Day』 - 2011 MelOn Music Awards - ベストソング賞『Good Day』 - 2011 MelOn Music Awards - TOP10 - 2011 KAA Awards - 広告主が選ぶベストモデル賞 - 第66回 Cyworld Digital Music Awards - Song Of The Month（12月）『You&I』 - 第4回 Korea Kids Choice Awards - 好きな女性歌手賞 |
| 2012   | - 第7回 2012 アジアモデル賞 - 人気歌手賞 - 第71回 Cyworld Digital Music Awards - Song Of The Month（5月）『桃』 - 第21回 ソウルミュージックアワード - 今年のアルバム賞『Last Fantasy』 - 第21回 ソウルミュージックアワード - デジタル音源賞 - 第1回 ガオンチャートKPOPアワード - 今年の歌手賞 (1月)『私だけ知らなかった話』 - 第1回 ガオンチャートKPOPアワード - 今年の歌手賞 (12月)『You&I』 - 2012 アジアモデル賞授賞式 - 人気歌手賞 - 第9回 韓国大衆音楽賞 - 今年の歌賞『GoodDay』 - 第9回 韓国大衆音楽賞 - 最優秀ポップ歌賞『GoodDay』 - 第9回 韓国大衆音楽賞 - ネットユーザーが選ぶ女性歌手賞 - 第24回 韓国プロデューサー大賞 - 出演者賞（歌手部門） - Mnet Asian Music Awards 2012 - 最優秀女性歌手賞 - 2012 MelOn Music Awards - TOP10 |
| 2013   | - 第27回 日本ゴールドディスク大賞 - ベスト3ニュー・アーティスト アジア部門 - Korean Entertainment 10th Anniversary Awards in Japan - ミュージック大賞 女性ソロ部門 第1位 - 2013 MelOn Music Awards - TOP10 - 2013 KBS演技大賞 - 新人女優賞『最高です!スンシンちゃん』『キレイな男』 - 2013 KBS演技大賞 - ベストカップル賞（チョ・ジョンソク&IU）『最高です！スンシンちゃん』 |
| 2014   | - 第3回 ガオンチャートKPOPアワード - 今年の歌手賞（10月）『赤い靴』 - 2014 MelOn Music Awards - 今年のアーティスト賞 - 2014 MelOn Music Awards - TOP10 - Mnet Asian Music Awards 2014 - 最優秀女性歌手賞 - Mnet Asian Music Awards 2014 - 最高人気ボーカリスト賞 |
| 2015   | - 第14回 大韓民国国会大賞 - 大衆音楽賞 - 第6回 大韓民国大衆文化芸術賞 - 国務総理表彰 |
| 2016   | - 第13回 韓国大衆音楽賞 - ネットユーザーが選んだ今年のミュージシャン賞 - 2016 SAF SBS演技大賞 - ベストカップル賞（イ・ジウン (IU) & イ・ジュンギ）『麗～花萌ゆる8人の皇子たち～』 |
| 2017   | - Mnet Asia Music Awards 2017 - 最優秀女性歌手賞 - 2017 MelOn Music Awards - 今年のアルバム賞『Palette』 - 2017 MelOn Music Awards - TOP10 - 2017 MelOn Music Awards - ベストソングライター賞 |
| 2018   | - 第32回 ゴールデンディスクアワード - デジタル音源部門 大賞『夜の手紙』 - 第32回 ゴールデンディスクアワード - デジタル音源部門 本賞 - 第27回 ソウルミュージックアワード - ベストアルバム賞 - 第7回 ガオンチャートミュージックアワード - 今年の歌手賞（3月）『夜の手紙』 - 第7回 ガオンチャートミュージックアワード - 今年の歌手賞（4月）『Palette』 - 第7回 ガオンチャートミュージックアワード - 今年のロングラン音源賞『夜の手紙』 - 第7回 ガオンチャートミュージックアワード - 今年の作詞家賞 - 第7回 ガオンチャートミュージックアワード - 今年のアルバム制作賞『Palette』（IU、FAVEエンターテインメント） - 第15回 韓国大衆音楽賞 - 最優秀ポップアルバム『Palette』 - 13th The 13th Soompi Awards - ベスト女性ソロ - 2018 APAN STAR AWARDS - 中編ドラマ女性最優秀演技賞『私のおじさん』 - 2018 Asia Artist Awards - スターペイ人気賞 - 2018 Asia Artist Awards - アジアホッテスト賞 - 2018 Asia Artist Awards - ベストアクター賞 - Mnet Asian Music Awards 2018 - ベスト·ヒップホップ·アンド·アーバン·ミュージック (ZICO『SoulMate (Feat.IU)』) |
| 2019   | - 第8回 ガオンチャートミュージックアワード - 今年の歌手賞（10月）『BBIBBI』 - 第55回 百想芸術大賞 - V LIVE 人気賞 - 第18回 大韓民国ファーストブランド大賞 - 女性俳優部門 |
| 2020   | - 第9回 ガオンチャートミュージックアワード - 今年の歌手賞（11月）『Love poem』 - 第54回 納税者の日 - 模範納税者賞 - 2020 MelOn Music Awards - TOP10 - 2020 MelOn Music Awards - ベストロック賞『eight』 - Mnet Asian Music Awards 2020 - 最優秀女性歌手賞 - Mnet Asian Music Awards 2020 - ベストボーカルパフォーマンスソロ賞『Blueming』 - Mnet Asian Music Awards 2020 - ベストコラボレーション賞『eight』 |
| 2021   | - 第35回 ゴールデンディスクアワード - デジタル音源部門 大賞『Blueming』 - 第35回 ゴールデンディスクアワード - デジタル音源部門 本賞 - 第10回 ガオンチャートミュージックアワード - 今年のロングラン音源賞『Blueming』 - 第10回 ガオンチャートミュージックアワード - 今年の歌手賞（5月）『eight』 - 第10回 ガオンチャートミュージックアワード - 今年の作詞家賞 - 2020 APAN MUSIC AWARDS - アイドルチャンプ人気賞（国内女性ソロ部門） - 第1回 Hallyu Life Awards - Best Solo Artist - 第1回 Hallyu Life Awards - Best Vocal Performance『eight』 - 2021 KAA Awards - 広告主が選ぶベストモデル賞 - BreakTudo Awards 2021 - グローバルアーティスト部門 - 2021 Asia Artist Awards - U+アイドルライブ人気賞 - 2021 MelOn Music Awards - 今年のアーティスト賞 - 2021 MelOn Music Awards - 今年のアルバム賞『LILAC』 - 2021 MelOn Music Awards - TOP10 - 2021 MelOn Music Awards - ベスト女性ソロアーティスト賞 - 2021 MelOn Music Awards - ソングライター賞 - 2021 MAMA AWARDS - 最優秀女性歌手賞 - 2021 MAMA AWARDS - ベストボーカルパフォーマンス賞 - 2021 HANTEO MUSIC AWARD - アーティスト賞女性ソロ部門 - 第2回 Asian Pop Music Awards - Top 20 Albums of the Year『LILAC』 - 第2回 Asian Pop Music Awards - Top 20 Songs of the Year『LILAC』 - 2021 KBS歌謡大賞 - 大賞              |
| 2022   | - 第36回 ゴールデンディスクアワード - デジタル音源部門 大賞『Celebrity』 - 第36回 ゴールデンディスクアワード - アルバム部門 本賞『LILAC』 - 第36回 ゴールデンディスクアワード - デジタル音源部門 本賞 - 第31回 ソウルミュージックアワード - 最高音源賞 - 第31回 ソウルミュージックアワード - 本賞 - 第11回 ガオンチャートミュージックアワード - 今年の歌手賞（1月）『Celebrity』 - 第11回 ガオンチャートミュージックアワード - 今年の歌手賞（3月）『LILAC』 - 第11回 ガオンチャートミュージックアワード - 今年の歌手賞（10月）『strawberry moon』 - 第11回 ガオンチャートミュージックアワード - 今年の作詞家賞 - 第11回 ガオンチャートミュージックアワード - 今年のアルバム制作賞『LILAC』（IU、EDAMエンターテインメント） - 2022 K GLOBAL HEART DREAM AWARDS - グローバル最愛の人気賞 女性ソロ部門 - 第27回 春史国際映画祭 - 新人女優賞 - 第31回 釜日映画賞 - 今年の女性スター賞 - 第42回 韓国映画評論家協会賞 - 新人女優賞 - 第43回 青龍映画賞 - 人気スター賞 - 2022 MelOn Music Awards - TOP10 - 2022 MelOn Music Awards - ベスト女性ソロアーティスト - 2022 MelOn Music Awards - STAGE OF THE YEAR『The Golden Hour:オレンジの太陽の下』 - 第3回 Asian Pop Music Awards - Top 20 Albums of the Year『Pieces』 - 第3回 Asian Pop Music Awards - People’s Choice Award『Pieces』 |
| 2023   | - 第59回百想芸術大賞 - Tiktok人気賞 |
| 2024   | - 2024 MAMA AWARDS - WORLDWIDE FANS' CHOICE FEMALE TOP10 - 2024 MAMA AWARDS - 最優秀女性歌手賞 - 2024 Melon Music Awards - ベスト女性ソロ賞 - 2024 Melon Music Awards - TOP10 - 2024 Melon Music Awards - MILLIONS TOP10『The Winning』 - 2024 Melon Music Awards - STAGE OF THE YEAR『HEREH WORLD TOUR CONCERT』 |
| 2025   | - 第4回青龍シリーズアワード - 人気スター賞 - 第4回青龍シリーズアワード - 最優秀女優賞 - 第4回青龍シリーズアワード - 大賞『おつかれさま』 |

### 音楽番組首位
| 音楽番組首位 | 音楽番組首位 |
| 年           | 内容 |
| ------------ | --- |
| 2010         | - 잔소리 (with.スロン of 2AM) - 6月25日 : KBS2「ミュージックバンク」（初の1位） - 6月27日 : SBS「人気歌謡」 - 7月2日 : KBS2「ミュージックバンク」（2週連続） - 좋은 날 (Good Day) - 12月19日 : SBS「人気歌謡」 - 12月23日 : Mnet「M COUNTDOWN」 - 12月24日 : KBS2「ミュージックバンク」 - 12月26日 : SBS「人気歌謡」（2週連続） - 12月31日 : KBS2「ミュージックバンク」（2週連続） |
| 2011         | - 좋은 날 (Good Day) - 1月2日 : SBS「人気歌謡」（3週連続、トリプルクラウン） - 1月7日 : KBS2「ミュージックバンク」（3週連続） - 12月23日 : KBS2「ミュージックバンク」（年末総決算1位） - 너랑 나 (You & I) - 12月9日 : KBS2「ミュージックバンク」 - 12月16日 : KBS2「ミュージックバンク」（2週連続） - 12月18日 : SBS「人気歌謡」 - 12月23日 : KBS2「ミュージックバンク」（3週連続） - 12月25日 : SBS「人気歌謡」（2週連続） - 12月30日 : KBS2「ミュージックバンク」（4週連続） |
| 2012         | - 너랑 나 (You & I) - 1月1日 : SBS「人気歌謡」（3週連続、トリプルクラウン） - 1月6日 : KBS2「ミュージックバンク」（5週連続） - 1月12日 : JTBC「Music on Top」 - 1月13日 : KBS2「ミュージックバンク」（6週連続） |
| 2013         | - 분홍신（赤い靴） - 10月16日 : MBC MUSIC「SHOW CHAMPION」 - 10月17日 : Mnet「M COUNTDOWN」 - 10月18日 : KBS2「ミュージックバンク」 - 10月19日 : MBC「ショー! 音楽の中心」 - 10月20日 : SBS「人気歌謡」 - 10月24日 : Mnet「M COUNTDOWN」（2週連続） - 금요일에 만나요（金曜日に会いましょう） - 12月29日 : SBS「人気歌謡」 |
| 2014         | - 금요일에 만나요（金曜日に会いましょう） - 1月3日 : KBS2「ミュージックバンク」 - 1月4日 : MBC「ショー! 音楽の中心」 - 1月5日 : SBS「人気歌謡」（2週連続） - 봄 사랑 벚꽃 말고（春、恋、桜の花じゃなくて） - 5月13日 : SBS「人気歌謡」 ※放送休止 - 소격동（昭格洞） - 10月19日 : SBS「人気歌謡」 |
| 2015         | - 스물셋 (twenty-three) - 11月1日 : SBS「人気歌謡」 - 11月8日 : SBS「人気歌謡」（2週連続） - 11月14日 : MBC「ショー! 音楽の中心」 |
| 2017         | - 밤편지（夜の手紙） - 4月9日 : SBS「人気歌謡」 - 4月12日 : MBC MUSIC「SHOW CHAMPION」 - Palette - 4月27日 : Mnet「M COUNTDOWN」 - 4月29日 : MBC「ショー! 音楽の中心」 - 4月30日 : SBS「人気歌謡」 - 5月4日 : Mnet「M COUNTDOWN」（2週連続） - 5月5日 : KBS2「ミュージックバンク」 ※放送休止 - 5月6日 : MBC「ショー! 音楽の中心」（2週連続） - 5月7日 : SBS「人気歌謡」（2週連続） - 5月14日 : SBS「人気歌謡」 (3週連続、トリプルクラウン） - 5月17日 : MBC MUSIC「SHOW CHAMPION」 - 5月19日 : KBS2「ミュージックバンク」 (通算2回目) |
| 2018         | - SoulMate (ZICO Feat.IU) - 8月12日 : SBS「人気歌謡」 - 삐삐 (BBIBBI) - 10月19日 : KBS2「ミュージックバンク」 - 10月20日 : MBC「ショー! 音楽の中心」 - 10月21日 : SBS「人気歌謡」 - 10月27日 : MBC「ショー! 音楽の中心」（2週連続） - 10月28日 : SBS「人気歌謡」（2週連続） - 11月3日 : MBC「ショー! 音楽の中心」（3週連続） - 11月4日 : SBS「人気歌謡」（3週連続、トリプルクラウン）※放送休止 |
| 2019         | - Love poem - 11月16日 : MBC「ショー! 音楽の中心」 - 11月17日 : SBS「人気歌謡」 - 11月23日 : MBC「ショー! 音楽の中心」（2週連続） - 11月29日 : KBS2「ミュージックバンク」 - Blueming - 12月1日 : SBS「人気歌謡」 - 12月8日 : SBS「人気歌謡」（2週連続） - 12月15日 : SBS「人気歌謡」（3週連続、トリプルクラウン） - 12月20日 : KBS2「ミュージックバンク」 - 12月21日 : MBC「ショー! 音楽の中心」 - 12月27日 : KBS2「ミュージックバンク」（2週連続） |
| 2020         | - eight (prod.& feat.SUGA of BTS) - 5月17日 : SBS「人気歌謡」 - 5月24日 : SBS「人気歌謡」（2週連続） - 5月31日 : SBS「人気歌謡」（3週連続、トリプルクラウン） |
| 2021         | - Celebrity - 2月5日：KBS2「ミュージックバンク」 - 2月6日：MBC「ショー! 音楽の中心」 - 2月7日：SBS「人気歌謡」 - 2月10日 : MBC MUSIC「SHOW CHAMPION」 - 2月12日 : KBS2「ミュージックバンク」（2週連続）※放送休止 - 2月20日 : MBC「ショー! 音楽の中心」（2週連続） - 2月21日 : SBS「人気歌謡」（2週連続） - 2月28日 : SBS「人気歌謡」（3週連続、トリプルクラウン） - 3月12日 : KBS2「ミュージックバンク」 - 3月13日 : MBC「ショー! 音楽の中心」 - 4月3日 : KBS2「ミュージックバンク」 - LILAC - 4月1日 : Mnet「M COUNTDOWN」 - 4月4日: SBS「人気歌謡」 - 4月8日 : MBC every「SHOW CHAMPION」 - 4月11日 : SBS「人気歌謡」（2週連続） - 4月16日 : KBS2「ミュージックバンク」 - 4月17日 : MBC「ショー! 音楽の中心」 - 4月18日 : SBS「人気歌謡」（3週連続、トリプルクラウン） - 5月8日 : MBC「ショー! 音楽の中心」 - strawberry moon - 10月30日 : MBC「ショー! 音楽の中心」 - 10月31日 : SBS「人気歌謡」 - 11月20日: MBC「ショー! 音楽の中心」 - 11月21日 : SBS「人気歌謡」 - 11月27日: MBC「ショー! 音楽の中心」（2週連続） - 12月4日 : MBC「ショー! 音楽の中心」（3週連続） - 12月11日 : MBC「ショー! 音楽の中心」（4週連続） |
| 2024         | - Love wins all - 2月1日 : Mnet「M COUNTDOWN」 - 2月3日 : MBC「ショー! 音楽の中心」 - 2月4日 : SBS「人気歌謡」 - 2月9日 : KBS2「ミュージックバンク」※放送休止 - 2月17日 : MBC「ショー! 音楽の中心」 - 2月18日 : SBS「人気歌謡」 - 2月24日 : MBC「ショー! 音楽の中心」 (2週連続) - 2月25日 : SBS「人気歌謡」(2週連続) |